# Liste der Baudenkmäler in Volkach
Auf dieser Seite sind die Baudenkmäler in der unterfränkischen Stadt Volkach zusammengestellt. Diese Tabelle ist eine Teilliste der Liste der Baudenkmäler in Bayern. Grundlage ist die Bayerische Denkmalliste, die auf Basis des Bayerischen Denkmalschutzgesetzes vom 1. Oktober 1973 erstmals erstellt wurde und seither durch das Bayerische Landesamt für Denkmalpflege geführt wird. Die folgenden Angaben ersetzen nicht die rechtsverbindliche Auskunft der Denkmalschutzbehörde.

## Ensembles

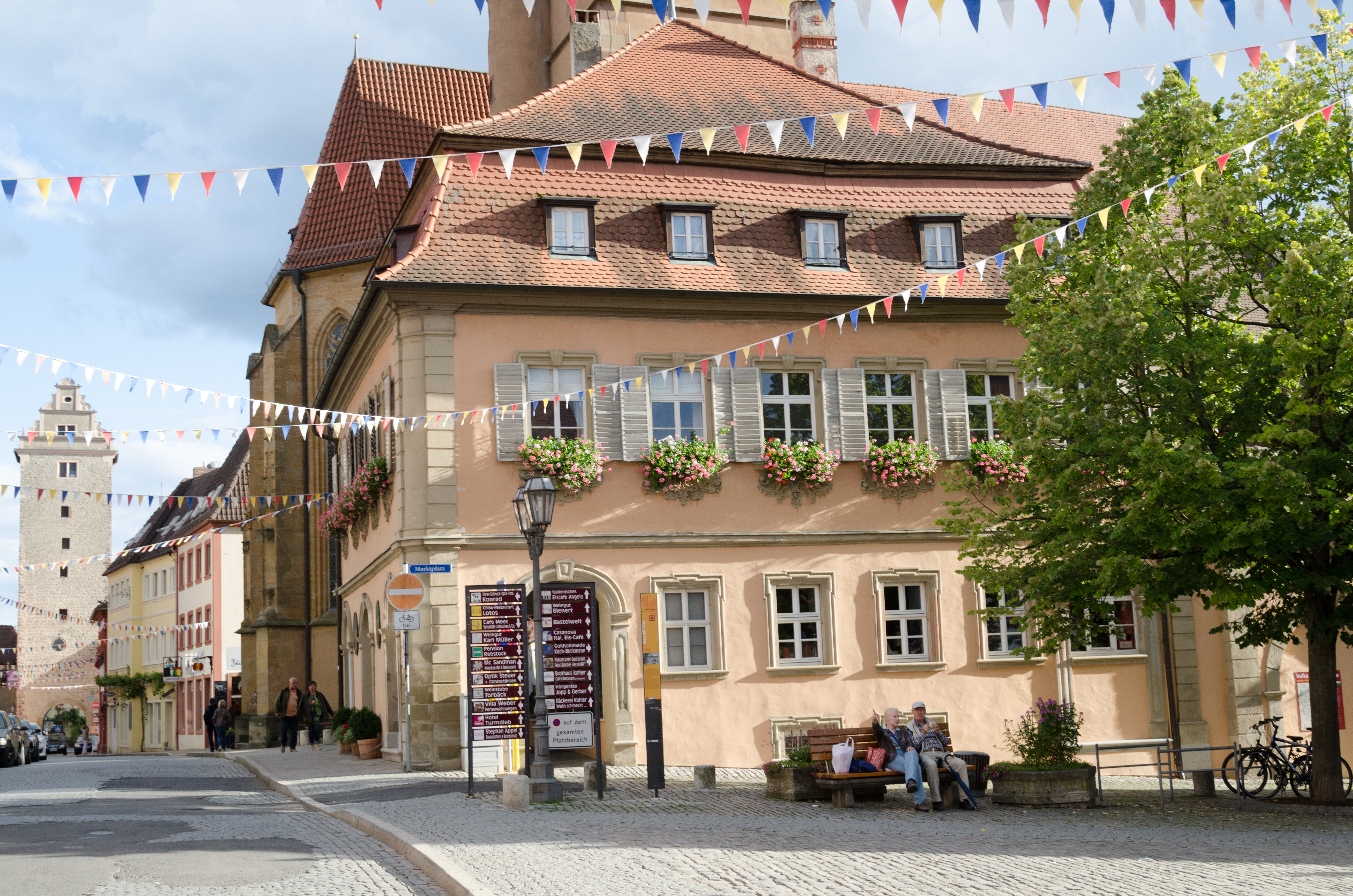
Obere Hauptstraße, Ansicht vom Marktplatz
weitere Bilder

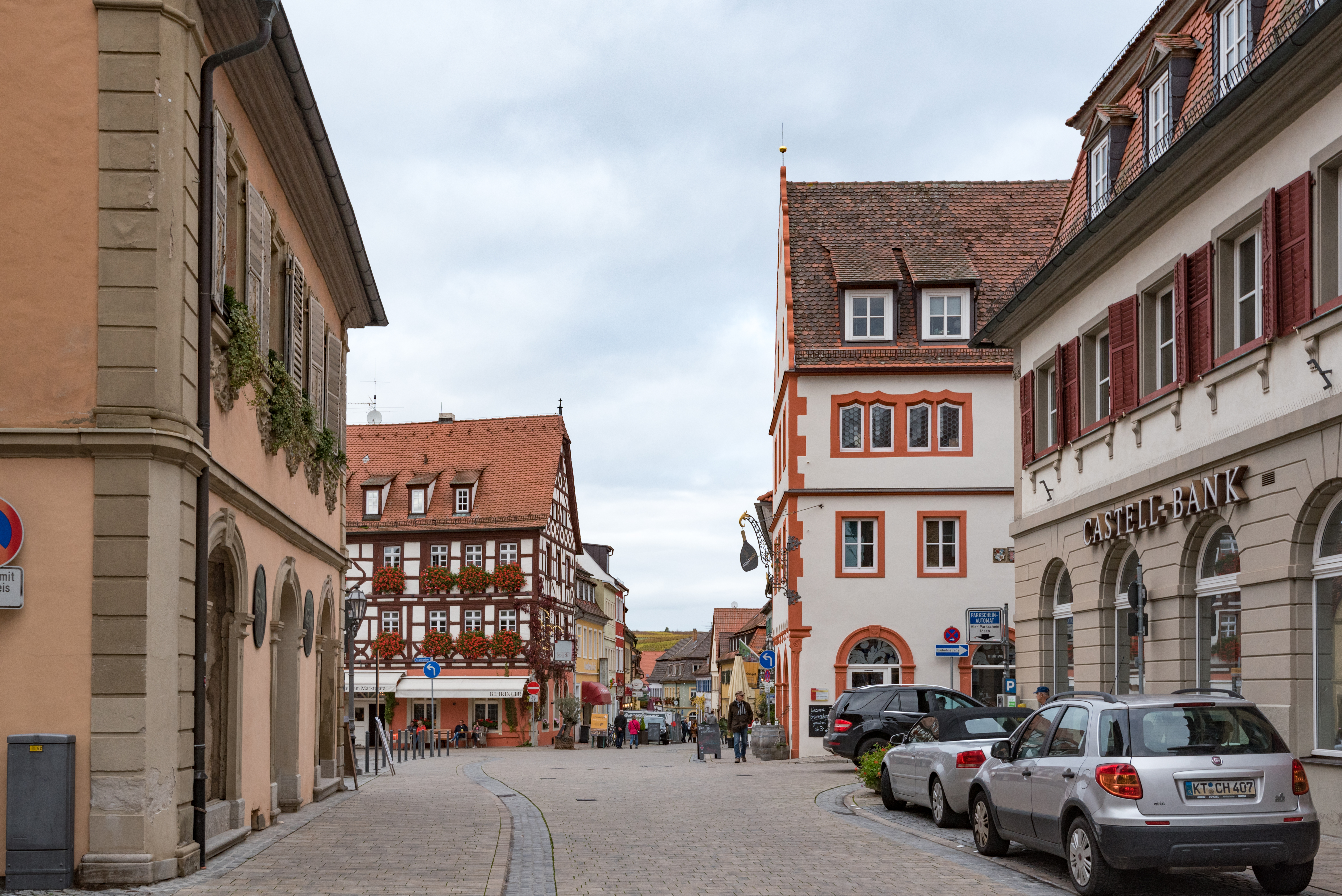
Marktplatz, Ansicht von der Oberen Hauptstraße
weitere Bilder

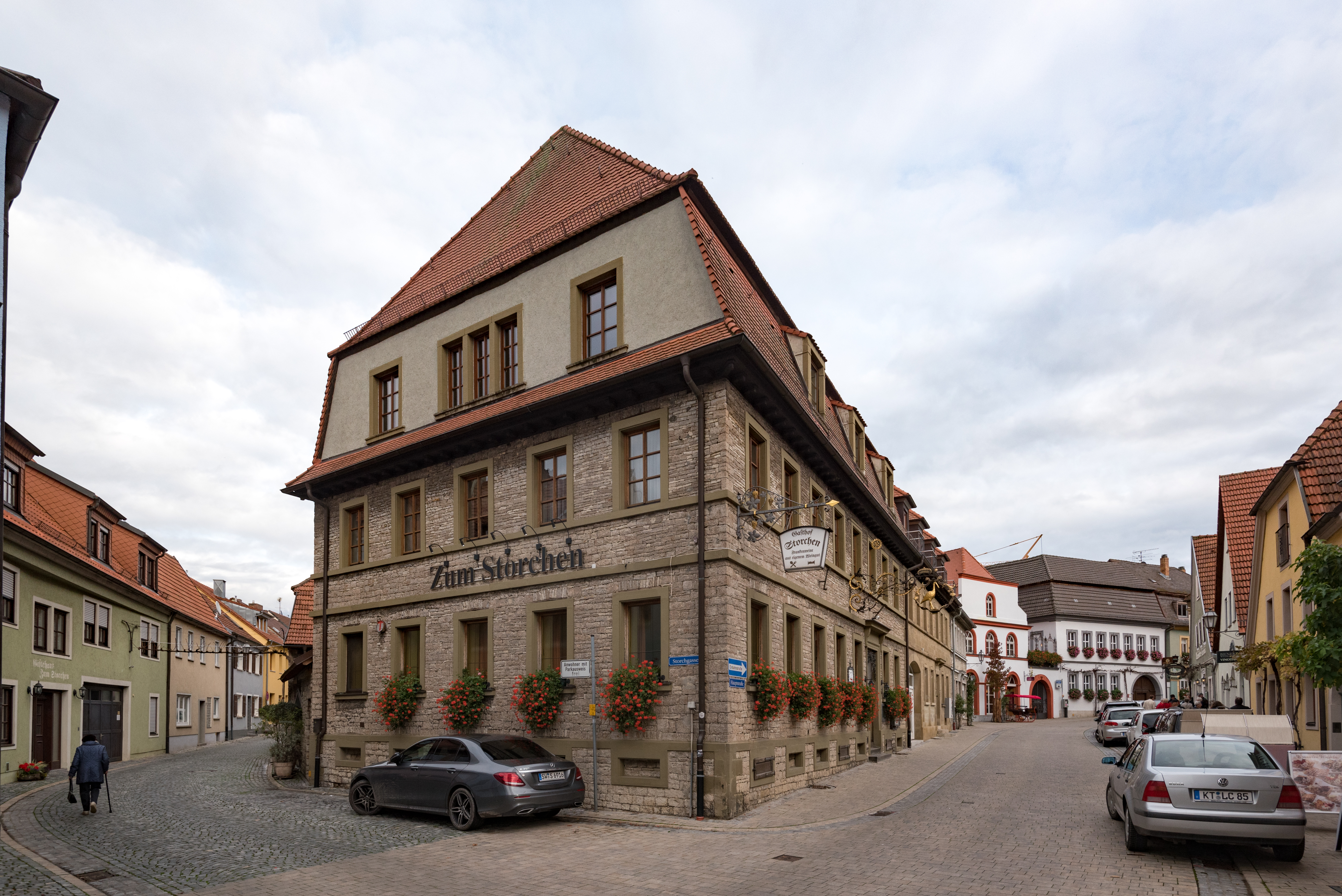
Untere Hauptstraße, Ansicht von Norden
weitere Bilder

### Ensemble Altstadt Volkach
Das Ensemble (Lage) umfasst das Gebiet der Stadt innerhalb ihrer aus dem 13. Jahrhundert stammenden Ummauerungslinie sowie Teile des Mauervorgeländes im Westen (Hindenburgallee) und Norden (Gärten der Anwesen Storchgasse am Volkachbach), soweit dort die frühbiedermeierliche Auflösung des Befestigungsgürtels in Gartenanlagen noch ablesbar ist. Volkach hat sich im Laufe des frühen Mittelalters aus dem übergeordneten Zusammenhang des fränkischen Königsguts Prosselsheim/Vogelsburg herausgelöst, verselbständigt und im Hochmittelalter unter der Ägide der Grafen von Castell zum städtischen Gemeinwesen verdichtet (1258 als civitas bezeichnet). Die Hochterrasse über der Mündung des Volkachbachs in den Main bot einen günstigen Siedlungsplatz an. Das durch die Befestigungslinie des 13. Jahrhunderts längsoval eingefasste Stadtgebiet entwickelt sich entlang der mainparallelen Hauptstraße; Quer- und Nebenachsen sind nicht ausgebildet (die Querverbindung Brücken-/Spitalstraße entstand erst im Zuge des Brückenbaus 1892) was damit zusammenhängt, dass sich die historisch wichtigen Flussübergänge nicht in Volkach, sondern in Fahr und Escherndorf/Nordheim befanden. Volkach bietet sich daher als reine Zweitorestadt dar, die Aufgabe der Wegeverteilung übernehmen die sich vor den Toren ausbreitenden Vorstädte. Urzelle der Siedlung ist der von der Stadtmauer, der Oberen Hauptstraße und dem Marktplatz eingegrenzte Bezirk, in dem sich die Stadtpfarrkirche befindet; hier wird der fränkische Fronhof der Frühzeit angenommen und residierten die Stadtherren (ab 1328 teilweise, ab 1510 ganz das Bistum Würzburg). Der angrenzende Abschnitt der Oberen Hauptstraße war die Niederlassung der Kaufleute. Das ausgedehnte Besiedlungsgebiet, das sich um eine kreuzförmige Gassenführung (Kreuzgasse) und einen geräumigen Platz (Gänseplatz) östlich der Unteren Hauptstraße ausdehnt, war ursprünglich das Viertel der Hörigen, das sich im Laufe der Zeit zum Wohnplatz von Handwerkern und kleinen Weinbauern entwickelte. Diese Besiedlungsstruktur und das damit zusammenhängende Sozialgefälle lassen sich heute noch deutlich in der Parzellierung ablesen: Große Höfe reihen sich entlang der Hauptstraße, im Gebiet um die Kreuzgasse begegnet ein Konglomerat kleinerer Anwesen. Die Regulierung des Marktplatzes, der sich etwa im mittleren Abschnitt der Hauptstraße öffnet, erfolgte mit dem Bau des Rathauses im 16. Jahrhundert. Die Bebauung der dem Verlauf der ehemaligen Stadtmauer folgenden Gässchen mit niedrigen Kleinhäusern entstand nach der Aufgabe des Zwingers um 1800. Die geschlossene, historische Bebauung des Städtchens spiegelt die architektonische Entwicklung im Würzburger Raum ungebrochen wider, deren Höhepunkte die Akzente ins Stadtbild setzen: Die Spätgotik tritt in der Stadtpfarrkirche, die beginnende Renaissance im Rathaus, der Stil der Julius-Echter-Zeit im ehemaligen Zehnthof und im ehemaligen Amtsgericht, der Barock und das Rokoko in vielen Weinbauernhöfen und Bürgerhäusern an der Hauptstraße und in manchen Nebengassen zutage. Traufseit- und Giebelfronten wechseln ab, geschwungene Giebel und Mansarddächer prägen die Dachlandschaft. Das Viertel um die Kreuzgasse und den Gänseplatz, das 1804 abbrannte, trägt noch den Stempel seiner Wiederaufbauzeit in Wohnbauten, die teilweise nachbarock empfunden sind, meist aber biedermeierlichen Charakter zeigen. Fränkische Fachwerkhäuser tauchen sporadisch auf. Die Kleinhausbebauung der Nebengassen ist oft bereits modernisiert. Umgrenzung: Hintere Grundstücksgrenzen von Storchgasse 1–25 (ungerade Nummern) sowie Am Zeilitzheimer Tor im Zuge des Volkachbaches – hintere Grundstücksgrenzen von Untere Zwingergasse 8, 6, 4 Sackgasse 8, Weinstraße 21, Mittlere Zwingergasse 18-2 (gerade Nummern) , Gänseplatz 3, 5, Obere Zwingergasse 22, 20, 18, Spitalstraße 18, Obere Zwingergasse 14–2 (gerade Nummern), im Zuge der ehemaligen Stadtmauer – hintere Grundstücksgrenzen von Obere Markt 12, Bahnhofstraße Hindenburgallee bis zum Kriegerdenkmal – hintere Grundstücksgrenzen von Grabengasse 29, 31, 33, im Zuge der ehemaligen Stadtmauer. Aktennummer: E-6-75-174-1.

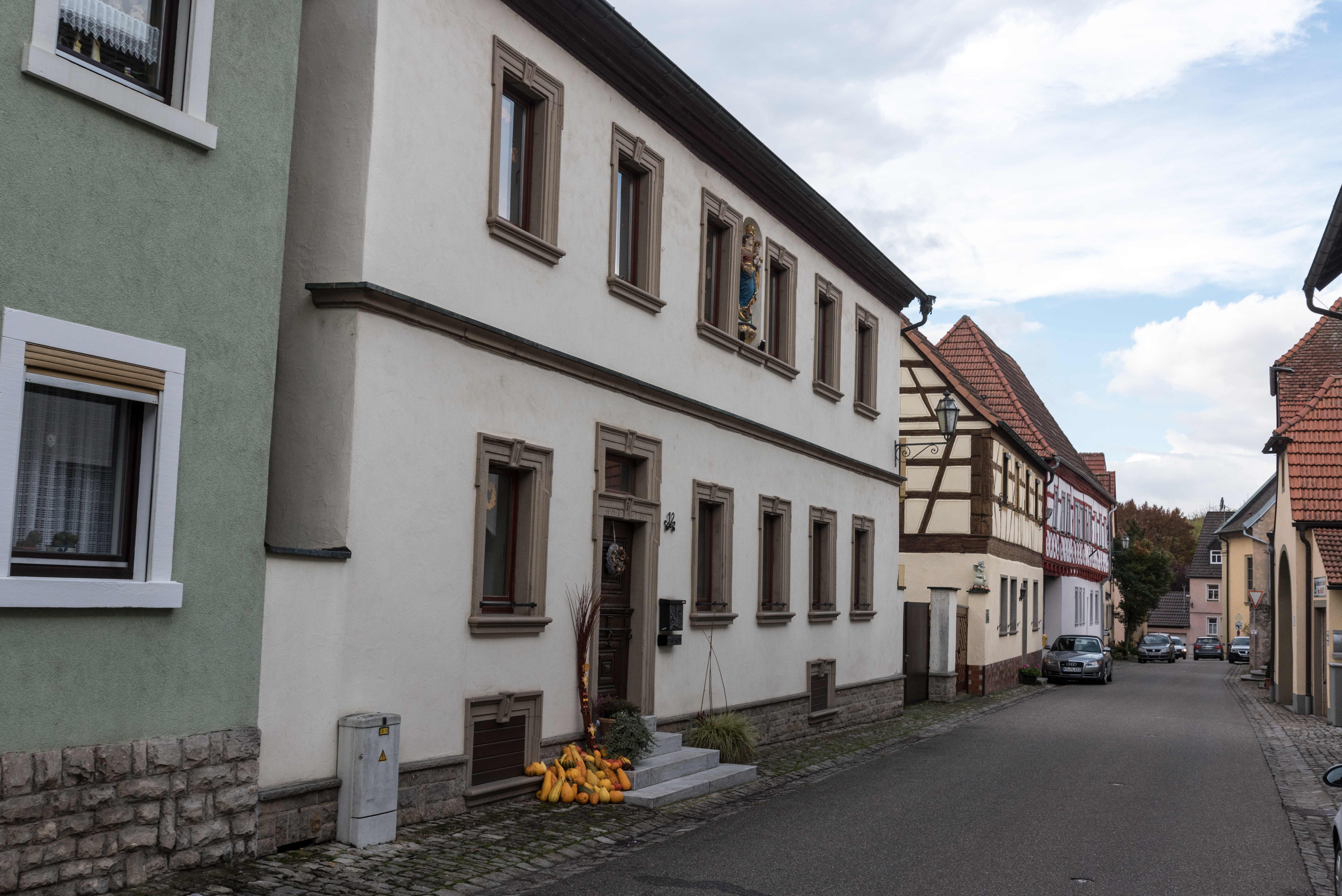
Blütenstraße Fahr

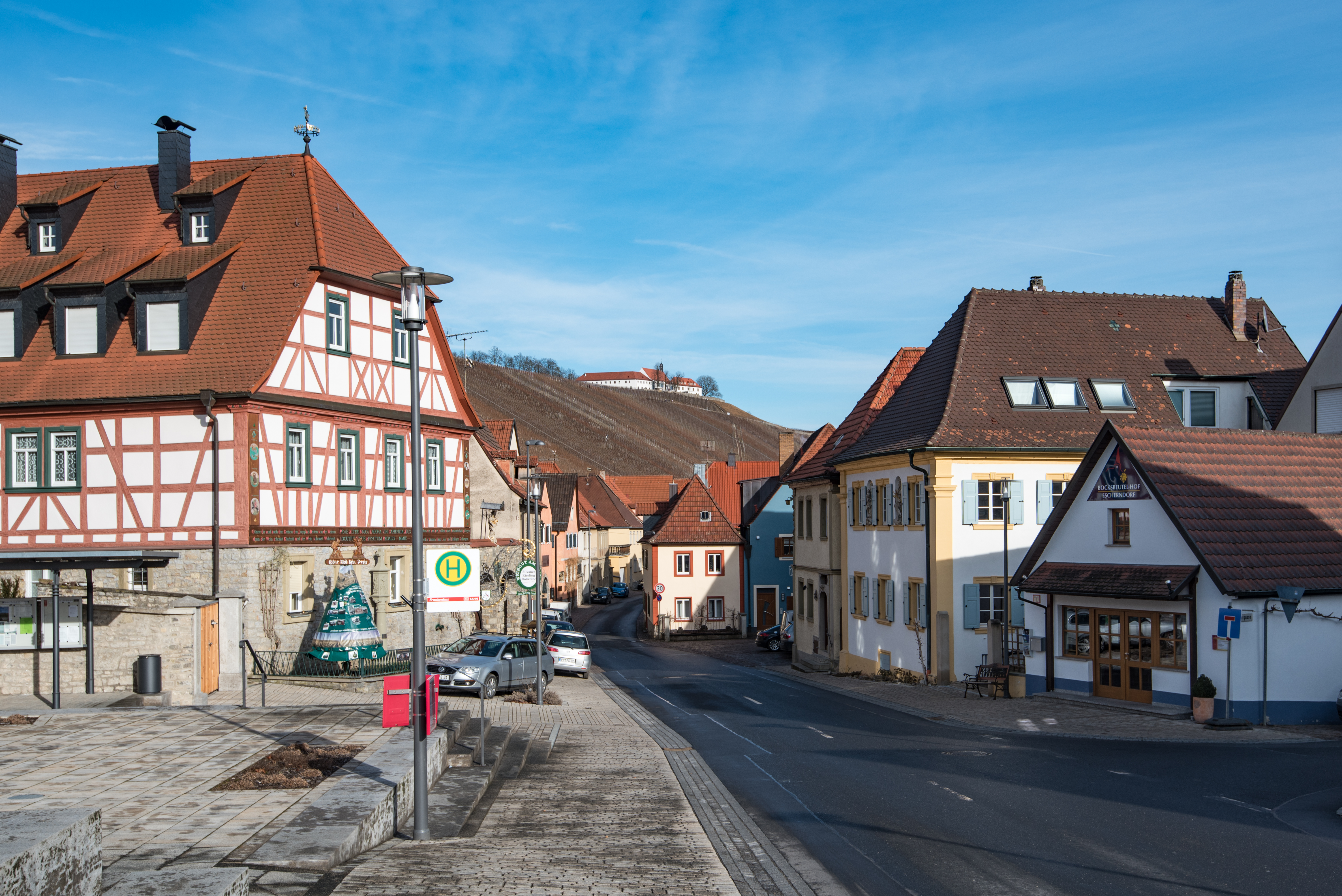
Astheimer Straße Escherndorf
weitere Bilder

### Ensemble Ortskern Escherndorf
Das Weinbauerndorf (Lage) entwickelt sich entlang der mainparallelen Hauptstraße. In der Dorfmitte entsteht durch die Zufahrtswege zur Fähre und zur Straße nach Volkach eine Kreuzung, an der die Pfarrkirche steht. Die Bebauung besteht aus Winzerhöfen, deren Wohnhäuser zum größten Teil giebelseitig gestellt sind. Die Häuser stammen aus dem 19. Jahrhundert oder sind erneuert, einige Bauten gehen auf das 17. /18. Jahrhundert zurück. Umgrenzung: An der Steige 2, Astheimer Straße 1–44, Bocksbeutelstraße 1–40, 42, 44, 46, Pfarrgasse 2. Aktennummer: E-6-75-174-2.

### Ensemble Blütenstraße Fahr
Die Hauptstraße des Ortes (Lage) wird flankiert von meist zweigeschossigen Giebel- und Traufseithäusern des 18./19. Jahrhunderts, vielfach mit Fachwerk. Umgrenzung: Blütenstraße 1–14, 16, 18, 20, Maingasse 5, 14. Aktennummer: E-6-75-174-3.

## Stadtbefestigung Volkach
Die aus Graben, Zwinger und Mauer bestehende Stadtbefestigung wurde im 14./15. Jahrhundert angelegt, im 16. und 17. Jahrhundert ergänzt und verbessert. Reste der Mauer sind an der westlichen Seite sichtbar, an der östlichen Seite meist verbaut. Die beiden, die Hauptstraße abschließenden Tortürme stammen aus dem 16. Jahrhundert. Aktennummer: D-6-75-174-3.
Beginnend beim Gaibacher Tor gibt es im Uhrzeigersinn folgende erhaltene Objekte der Stadtbefestigung.

| Lage                                            | Objekt                          | Beschreibung | Akten-Nr.      | Bild           |
| ----------------------------------------------- | ------------------------------- | --- | -------------- | -------------- |
| Nähe Josef-Wächter-Straße (Standort)            | Gaibacher Torturm               | Unterer Turm, quadratischer Turm zu sechs Geschossen, Turmaufsatz Welsche Haube, bezeichnet 1579, im Kern 14./15. Jahrhundert                                                        | D-6-75-174-70  | weitere Bilder |
| Storchgasse 1–25 (ungerade Nummern) (Standort)  | Stadtmauer                      | 14./15. Jahrhundert | D-6-75-174-3   | BW             |
| Am Zeilitzheimer Tor 1 (Standort)               | Runder Befestigungsturm         | Als Wohnturm ausgebaut, 14./15. Jahrhundert | D-6-75-174-3   | weitere Bilder |
| Obere Zwingergasse 20 (Standort)                | Stadtmauer                      | 14./15. Jahrhundert | D-6-75-174-3   | BW             |
| Obere Zwingergasse 18 (Standort)                | Stadtmauer                      | 14./15. Jahrhundert | D-6-75-174-94  | BW             |
| Obere Zwingergasse 14 (Standort)                | Stadtmauer                      | 14./15. Jahrhundert | D-6-75-174-3   | BW             |
| Obere Zwingergasse 12 (Standort)                | Turmstumpf der Stadtbefestigung | 14./15. Jahrhundert | D-6-75-174-3   | BW             |
| Obere Zwingergasse 10 (Standort)                | Stadtmauer                      | 14./15. Jahrhundert | D-6-75-174-3   | BW             |
| Obere Zwingergasse 8 (Standort)                 | Stadtmauer                      | 14./15. Jahrhundert | D-6-75-174-3   | BW             |
| Obere Zwingergasse 6 (Standort)                 | Stadtmauer                      | 14./15. Jahrhundert | D-6-75-174-3   | BW             |
| Obere Zwingergasse 4 (Standort)                 | Stadtmauer                      | 14./15. Jahrhundert | D-6-75-174-3   | BW             |
| Obere Zwingergasse 2 (Standort)                 | Stadtmauer                      | 14./15. Jahrhundert | D-6-75-174-3   | weitere Bilder |
| Am Oberen Markt; Oberer Markt 1 (Standort)      | Sommeracher Tor                 | Oberes Tor, quadratischer Torturm zu ca. sieben Geschossen, Volutengiebel, rundbogige Durchfahrt überwölbt, zugehörig Torwächterhaus mit Stufengiebel, bezeichnet 1597 (restauriert) | D-6-75-174-29  | weitere Bilder |
| Klostergasse 1 (Standort)                       | Stadtmauer                      | mit Wehrgang und Rundturmstümpfen, 14./15. Jahrhundert | D-6-75-174-3   | weitere Bilder |
| Badgasse 4 (Standort)                           | Stadtmauer                      | 14./15. Jahrhundert | D-6-75-174-12  | weitere Bilder |
| Schulgasse 2 (Standort)                         | Stadtmauer                      | 14./15. Jahrhundert | D-6-75-174-109 | weitere Bilder |
| Schulgasse 3 (Standort)                         | Stadtmauer                      | 14./15. Jahrhundert | D-6-75-174-3   | weitere Bilder |
| Schulgasse 4 (Standort)                         | Stadtmauer                      | 14./15. Jahrhundert | D-6-75-174-3   | BW             |
| Grabengasse 3 (Standort)                        | Stadtmauer                      | 14./15. Jahrhundert | D-6-75-174-3   | weitere Bilder |
| Grabengasse 5 (Standort)                        | Stadtmauer                      | 14./15. Jahrhundert | D-6-75-174-3   | weitere Bilder |
| Grabengasse 7 (Standort)                        | Stadtmauer                      | 14./15. Jahrhundert | D-6-75-174-3   | BW             |
| Grabengasse 9 (Standort)                        | Stadtmauer                      | 14./15. Jahrhundert | D-6-75-174-3   | BW             |
| Grabengasse 11 (Standort)                       | Stadtmauer                      | 14./15. Jahrhundert | D-6-75-174-27  | BW             |
| Grabengasse 13–33 (ungerade Nummern) (Standort) | Stadtmauer                      | 14./15. Jahrhundert | D-6-75-174-3   | BW             |

## Baudenkmäler nach Ortsteilen

### Volkach
In Volkach gibt es ein Straßen- und Platzbild von besonderer Bedeutung. Die Einzeldenkmäler hierzu werden zusammengefasst aufgeführt.

#### Hauptstraße und Marktplatz
Die Hauptstraße durchzieht die Stadt in Längsrichtung und wird nur durch den Marktplatz in zwei Abschnitte unterteilt, dessen Umbauung die Häuser der Schulgasse, Badgasse und Brückenstraße zuzurechnen sind. Der Straßenzug ist durch die mit Schweifgiebeln bekrönten Tortürme des Oberen und des Unteren Tors an seinen beiden Enden abgeschlossen.
Umgrenzung: Hauptstraße 1–42, 44, 46, 49, 50, 52, 54, Marktplatz 1, 3, 5, Schulgasse 1, 2, 3, Badgasse 1, 2, 3, 4, Brückenstraße 2, 4.

| Lage                                | Objekt | Beschreibung | Akten-Nr.      | Bild              |
| ----------------------------------- | --- | --- | -------------- | ----------------- |
| Badgasse 1 (Standort)               | Wohn- und Geschäftshaus | Ursprünglich aus zwei Gebäudehälften bestehender zweigeschossiger giebelständiger Satteldachbau, Obergeschoss Fachwerk, Erdgeschoss massiv mit geohrten Rahmungen, spätes 18. Jahrhundert; Rückseite zur Kirchgasse 4 | D-6-75-174-9   | weitere Bilder    |
| Badgasse 2 a (Standort)             | Wohnhaus | Zweigeschossiger Mansarddachbau, 1771 (dendrochronologisch datiert) | D-6-75-174-326 | weitere Bilder    |
| Badgasse 2, Schulgasse 1 (Standort) | Ehemalige Zehntscheune | Wohn- und Geschäftshaus, zweigeschossiger Halbwalmdachbau, Obergeschoss auf Konsolen vorkragend, Giebel verputztes Fachwerk, teils mit geohrten Fenstergewänden, bezeichnet „1744“, Anlage spätes 15./ frühes 16. Jahrhundert, wohl später erbgeteilt | D-6-75-174-108 | weitere Bilder    |
| Badgasse 3 (Standort)               | Wohnhaus | Zweigeschossiger giebelständiger Satteldachbau mit über enger Rundbogenarkatur vorkragendem Fachwerkobergeschoss auf Konsolen, verputzt, modernisiert, im Kern 16./17. Jahrhundert | D-6-75-174-11  | weitere Bilder    |
| Badgasse 4 (Standort)               | Wohnhaus | Zweigeschossiger Krüppelwalmdachbau mit Toreinfahrt im Erdgeschoss, bezeichnet „1852“ | D-6-75-174-12  | weitere Bilder    |
| Hauptstraße 1, am Giebel (Standort) | Vesperbild | Anfang 17. Jahrhundert | D-6-75-174-30  | weitere Bilder    |
| Hauptstraße 2 (Standort)            | Ehemalige Metzgerei, Hotel | Dreigeschossiger giebelständiger Satteldachbau mit geschwungenem Giebel und profilierten Fensterrahmungen, Renaissance, um 1600 | D-6-75-174-31  | weitere Bilder    |
| Hauptstraße 3 (Standort)            | Ehemaliger Ackerbürgerhof, Wohn- und Geschäftshaus                                                                                                 | Zweigeschossiges giebelständiges Fachwerkhaus mit Halbwalmdach, 18. Jahrhundert | D-6-75-174-32  | weitere Bilder    |
| Hauptstraße 3 (Standort)            | Hausfigur | | D-6-75-174-32  | weitere Bilder    |
| Hauptstraße 4 (Standort)            | Wohn- und Geschäftshaus | Zweigeschossiger traufständiger Satteldachbau mit geohrten Fensterrahmungen, bezeichnet „1734“ | D-6-75-174-33  | weitere Bilder    |
| Hauptstraße 5 (Standort)            | Ehemalige Fürstbischöfliche Amtskellerei, heute dem Kloster St. Maria der Franziskanerinnen zugehörig                                              | Zweigeschossiger Mansarddachbau, Sandsteinquader, mit reicher Barockgliederung, erste Hälfte 18. Jahrhundert | D-6-75-174-34  | weitere Bilder    |
| Hauptstraße 5 (Standort)            | Ehemalige Fürstbischöfliche Amtskellerei | Hausfigur | D-6-75-174-34  | weitere Bilder    |
| Hauptstraße 6 (Standort)            | Wohn- und Geschäftshaus | Zweigeschossiger traufständiger Halbwalmdachbau mit geohrten Fensterrahmungen, bezeichnet „1840“, im Kern 18. Jahrhundert | D-6-75-174-35  | weitere Bilder    |
| Hauptstraße 8 (Standort)            | Wohn- und Geschäftshaus | Zweigeschossiger giebelständiger Walmdachbau mit verputztem Fachwerkobergeschoss und geohrten Fensterrahmungen sowie Eckpilastern und Gurtgesims, 18. Jahrhundert | D-6-75-174-36  | weitere Bilder    |
| Hauptstraße 9 (Standort)            | Epitaph | Im Lorbeerkranz mit Familienwappen, Sandsteinplatte, 17. Jahrhundert | D-6-75-174-37  | weitere Bilder    |
| Hauptstraße 11 (Standort)           | Wohn- und Geschäftshaus, so genanntes Haus Haupt                                                                                                   | Zweigeschossiger Mansarddachbau mit reicher Barockfassade, um 1700 | D-6-75-174-38  | weitere Bilder    |
| Hauptstraße 11 (Standort)           | Hofeinfahrt | | D-6-75-174-38  | weitere Bilder    |
| Hauptstraße 12 (Standort)           | Gasthof Zum Schwane | Zweigeschossiges Traufseithaus, Obergeschoss verputztes Fachwerk, belegt seit 1404; Fassadenumgestaltung 18. Jahrhundert, mit Ausstattung Hof mit Holzlaube rekonstruiert | D-6-75-174-39  | weitere Bilder    |
| Hauptstraße 13 (Standort)           | Wohn- und Geschäftshaus | Zweigeschossiger traufständiger Mansarddachbau, mit geschossteilendem Gurtgesims und aufgeputzten Eckpilastern, 18./19. Jahrhundert | D-6-75-174-40  | weitere Bilder    |
| Hauptstraße 14 (Standort)           | Ehemaliger Zehnthof, Kellerei des Würzburger Domkapitels, 1545 zum Amtshaus umgestaltet, 1929 Gendarmerie, heute Wohn- und Geschäftshaus, Hauptbau | Zweigeschossiger giebelständiger Satteldachbau mit Volutengiebel, Renaissance, bezeichnet „1545“, seitlich angegliederte Durchfahrt; 1974 grundlegend zum Geschäftshaus umgebaut | D-6-75-174-41  | weitere Bilder    |
| Hauptstraße 15 (Standort)           | Ehemalige Bäckerei, Wohn- und Geschäftshaus | Dreigeschossiger traufständiger Massivbau mit geohrten Fenster- und Türrahmungen, 18./19. Jahrhundert | D-6-75-174-42  | weitere Bilder    |
| Hauptstraße 16 (Standort)           | Wohn- und Geschäftshaus | Dreigeschossiger Mansarddachbau mit geohrten Fensterrahmungen und Pilastergliederung, bezeichnet „1736“ | D-6-75-174-43  | weitere Bilder    |
| Hauptstraße 18 (Standort)           | Wohn- und Geschäftshaus | Dreigeschossiger traufständiger Steilsatteldachbau mit geohrten Fensterrahmungen, Geschossgesimsen und Pilasterordnung, 18. Jahrhundert | D-6-75-174-45  | weitere Bilder    |
| Hauptstraße 18 (Standort)           | Zwei Wasserspeier | Schmiedeeisern, über den Pilasterkapitellen | D-6-75-174-45  | Zwei Wasserspeier |
| Hauptstraße 19 (Standort)           | Ehemalige Metzgerei, heute Gasthof | Zweigeschossiges Mansarddachhaus in Ecklage mit geohrten Fensterrahmungen, erste Hälfte 18. Jahrhundert | D-6-75-174-46  | weitere Bilder    |
| Hauptstraße 20 (Standort)           | Ehemaliges Juliusspital, Bankhaus | Zweigeschossiger Mansarddachbau in Ecklage, zur Spitalgasse ein Mittelresalit mit Dreiecksgiebel, im Kern 1534, klassizistische Fassade (zum Teil erneuert), bezeichnet „1812“ | D-6-75-174-47  | weitere Bilder    |
| Hauptstraße 21 (Standort)           | Ehemalige Bäckerei, Wohn- und Geschäftshaus | Zweigeschossiger Mansarddachbau in Ecklage, Anfang 19. Jahrhundert | D-6-75-174-48  | weitere Bilder    |
| Hauptstraße 22 (Standort)           | Marktapotheke | Dreigeschossiger giebelständiger Steilsatteldachbau in Ecklage mit Volutengiebel, auf Rundbogenfried auf Konsolen vorkragende Obergeschosse; 1966 weitgehend erneuert unter Verwendung älterer Teile | D-6-75-174-49  | weitere Bilder    |
| Hauptstraße 22 (Standort)           | Marktapotheke, Wappenstein des Würzburger Fürstbischofs Julius Echter von Mespelbrunn                                                              | Bezeichnet „1574“ | D-6-75-174-49  | weitere Bilder    |
| Hauptstraße 23 (Standort)           | Wohnhaus | Zweigeschossiger traufständiger Mansarddachbau mit geohrten Fensterrahmungen, Mitte 18. Jahrhundert | D-6-75-174-50  | weitere Bilder    |
| Hauptstraße 23 (Standort)           | Hausfigur | Heiliger Josef | D-6-75-174-50  | weitere Bilder    |
| Hauptstraße 24 (Standort)           | Wohn- und Geschäftshaus | Zweigeschossiger traufständiger Walmdachbau mit geohrten Fensterrahmungen, 18. Jahrhundert; das Erdgeschoss stark verändert | D-6-75-174-51  | weitere Bilder    |
| Hauptstraße 25 (Standort)           | Gasthaus | Zweigeschossiger traufständiger Mansarddachbau, 18./19. Jahrhundert, überformt | D-6-75-174-52  | weitere Bilder    |
| Hauptstraße 28 (Standort)           | Wohn- und Geschäftshaus | Zweigeschossiger giebelständiger Halbwalmdachbau mit geohrten Fenster- und Türrahmungen, 18. Jahrhundert | D-6-75-174-53  | weitere Bilder    |
| Hauptstraße 29 (Standort)           | Wohn- und Geschäftshaus | Zweigeschossiger Walmdachbau in Ecklage, mit geohrten Fenster- und Türrahmungen, 18./19. Jahrhundert | D-6-75-174-54  | weitere Bilder    |
| Hauptstraße 30 (Standort)           | Bürgerhaus | Dreigeschossiger traufständiger Satteldachbau mit profilierten Fensterrahmungen und rundbogiger Toreinfahrt, späte Renaissance, barock und klassizistisch überformt, bezeichnet „1621“, nach Brand 1919 teilweise neu aufgebaut | D-6-75-174-55  | weitere Bilder    |
| Hauptstraße 31 (Standort)           | Ehemaliges Amtsgericht, Hotel | Zweigeschossiger traufständiger Renaissancebau mit Volutengiebeln, profilierten Fensterrahmungen und Bossenportal bezeichnet „1605“, rückwärtiger Treppenturm | D-6-75-174-56  | weitere Bilder    |
| Hauptstraße 32 (Standort)           | Bürgerhaus, Wohn- und Geschäftshaus | Dreigeschossiger traufständiger Satteldachbau mit Durchfahrt und geohrten Fensterrahmungen, 18. Jahrhundert | D-6-75-174-57  | weitere Bilder    |
| Hauptstraße 32 (Standort)           | Hausfigur | | D-6-75-174-57  | weitere Bilder    |
| Hauptstraße 33 (Standort)           | Ehemalige Gerberei, Hotel | Zweigeschossiger Walmdachbau mit geohrten Fenster- und Türrahmungen, in Ecklage, 18. Jahrhundert, an der Stelle eines Vorgängerbaus | D-6-75-174-58  | weitere Bilder    |
| Hauptstraße 34 (Standort)           | Wohn- und Geschäftshaus | Zweigeschossiger Mansarddachbau in Ecklage mit geohrten Fensterrahmungen, bezeichnet „1913“ | D-6-75-174-59  | weitere Bilder    |
| Hauptstraße 35 (Standort)           | Wohn- und Gasthaus | Erdgeschossiges Giebelhaus mit Fachwerkobergeschoss und geohrter Türrahmung, 18./19. Jahrhundert | D-6-75-174-60  | weitere Bilder    |
| Hauptstraße 36 (Standort)           | Wohn- und Geschäftshaus | Zweigeschossiger traufständiger Mansarddachbau mit geohrten Fensterrahmungen, 18. Jahrhundert | D-6-75-174-61  | weitere Bilder    |
| Hauptstraße 40 (Standort)           | Wohnhaus | Zweigeschossiger giebelständiger Satteldachbau mit geohrten Fensterrahmungen, Giebeldreieck vorkragend, verputztes Fachwerk, 18./19. Jahrhundert | D-6-75-174-64  | weitere Bilder    |
| Hauptstraße 44 (Standort)           | Wohn- und Geschäftshaus | Zweigeschossiger Mansarddachbau in Ecklage, erste Hälfte 19. Jahrhundert | D-6-75-174-65  | weitere Bilder    |
| Hauptstraße 46 (Standort)           | Weingut | Zweigeschossiger traufständiger Mansarddachbau mit geohrten Fensterrahmungen und rundbogiger Toreinfahrt, bezeichnet „1692“, im 18. Jahrhundert überformt | D-6-75-174-66  | weitere Bilder    |
| Hauptstraße 48 (Standort)           | Ehemalige Apotheke, Wohn- und Geschäftshaus | Zweigeschossiger giebelständiger Halbwalmdachbau, Rundbogenfassade des 19. Jahrhunderts, im Kern 16./17. Jahrhundert | D-6-75-174-339 | weitere Bilder    |
| Hauptstraße 48 (Standort)           | Rundbogige Hofeinfahrt | Keilsteingemauertes Sandsteingewände auf Sockelsteinen, mit Wappensteinen des 16./17. Jahrhunderts | D-6-75-174-339 | weitere Bilder    |
| Hauptstraße 52 (Standort)           | Ehemalige Bäckerei, Wohn- und Geschäftshaus | Zweigeschossiger traufständiger Satteldachbau aus unverputztem Sandsteinquadermauerwerk, mit verschlossenem Durchfahrtportal und Hausportal mit Bäckerzeichen, biedermeierlich-klassizistische Fassade, bezeichnet „1844“ | D-6-75-174-68  | weitere Bilder    |
| Hauptstraße 54 (Standort)           | Gasthof | Zweigeschossiger Mansarddachbau aus unverputztem Kalkbruchsteinmauerwerk mit Sandsteingliederungen, bezeichnet „1844“ | D-6-75-174-69  | weitere Bilder    |
| Hauptstraße 54 (Standort)           | Wirtshausausleger | Schmiedeeisern, 1989 renoviert | D-6-75-174-69  | weitere Bilder    |
| Krautampeln (Standort)              | Bildstock | Auf massivem Pfeiler Aufsatz mit Satteldach, Aufbau wohl 1683 | D-6-75-174-536 | BW                |
| Marktplatz (Standort)               | Stadtbrunnen | Erste Vorläuferbrunnenanlage von Meister Philipp Höhenstein aus Schweinfurt bereits nach 1488, heutiger Stadtbrunnen als achteckiges Becken mit verkröpftem Brunnenkranz, in der Mitte vierröhrige Brunnensäule, darauf Immaculatastatue, die Brunnenanlage um 1720, bezeichnet renoviert 1892 Ehemals daneben heiliger Nepomuk, dieser seit 1892 auf der neuen Mainbrücke | D-6-75-174-81  | Stadtbrunnen      |
| Marktplatz 1 (Standort)             | Rathaus | Dreigeschossiger traufständiger Renaissancesteinbau mit Steilsatteldach, doppelläufiger Freitreppe über spitzbogiger Toreinfahrt und Mittelerker, rückwärtiger Treppenturm, nach 1544 | D-6-75-174-78  | weitere Bilder    |
| Marktplatz 5 (Standort)             | Ehemalige Färberei, Gasthof | Dreigeschossiger traufständiger Fachwerkbau mit Steilsatteldach und Schopfwalm, zweite Hälfte 16. Jahrhundert | D-6-75-174-80  | weitere Bilder    |
| Schulgasse 2 (Standort)             | Wohnhaus | Zweigeschossiger Mansarddachbau, teils mit geohrten Fensterrahmungen, 18./19. Jahrhundert | D-6-75-174-109 | weitere Bilder    |

#### Restliches Ensemble Altstadt
| Lage                                              | Objekt                                                      | Beschreibung | Akten-Nr.      | Bild                               |
| ------------------------------------------------- | ----------------------------------------------------------- | --- | -------------- | ---------------------------------- |
| Am Zeilitzheimer Tor 1, Storchgasse 25 (Standort) | Hoftorpfosten                                               | Vier Sandsteinpfosten mit Pinienzapfenaufsätzen, 18. Jahrhundert | D-6-75-174-7   | weitere Bilder                     |
| Brandshof 5 (Standort)                            | Hof Brand, ehemaliges Weingut                               | Hakenhofanlage, Wohnhaus, zweigeschossiger massiver Halbwalmdachbau mit Fledermausgauben und geohrten Fenster- und Türrahmungen, 17. Jahrhundert                                                                      | D-6-75-174-13  | weitere Bilder                     |
| Brandshof 3 (Standort)                            | Remise                                                      | | D-6-75-174-13  | BW                                 |
| Brandshof 3 (Standort)                            | Scheune                                                     | | D-6-75-174-13  | BW                                 |
| Brandshof 5 (Standort)                            | Hoftorpfosten                                               | Mit Sandsteinkugelaufsätzen | D-6-75-174-13  | weitere Bilder                     |
| Gänseplatz 1 (Standort)                           | Wohnhaus                                                    | Zweigeschossiges dreiseitig freistehendes Mansarddachhaus, erste Hälfte 19. Jahrhundert | D-6-75-174-17  | weitere Bilder                     |
| Gänseplatz 2 (Standort)                           | Winzerhof                                                   | Winkelhof, Wohnhaus, schmaler Krüppelwalmdachbau, um 1830/40 | D-6-75-174-18  | weitere Bilder                     |
| Gänseplatz 2 (Standort)                           | Nebengebäude und Scheune                                    | | D-6-75-174-18  | BW                                 |
| Gänseplatz 2 (Standort)                           | Hoftor mit Kugelaufsätzen                                   | | D-6-75-174-18  | weitere Bilder                     |
| Gänseplatz 3 (Standort)                           | Wohnhaus                                                    | Zweigeschossiger Mansarddachbau mit Toreinfahrt, unverputztes Bruchsteinmauerwerk mit Kantenquaderung, Sandsteingurtgesims, bezeichnet „1832“                                                                         | D-6-75-174-19  | weitere Bilder                     |
| Gänseplatz 4 (Standort)                           | Ehemalige Schmiede, heute Wohnhaus                          | Breit gelagerter zweigeschossiger Halbwalmdachbau, erste Hälfte 19. Jahrhundert | D-6-75-174-20  | weitere Bilder                     |
| Grabengasse 1 (Standort)                          | Wohnhaus                                                    | Zweigeschossiger Satteldachbau in Ecklage, mit geohrten Fensterrahmungen, erste Hälfte 19. Jahrhundert | D-6-75-174-23  | weitere Bilder                     |
| Grabengasse 4 (Standort)                          | Wohnhaus                                                    | Zweigeschossiger Walmdachbau in Ecklage, teils geohrte Fensterrahmungen, frühes 19. Jahrhundert | D-6-75-174-25  | weitere Bilder                     |
| Grabengasse 11 (Standort)                         | Wohnhaus, so genanntes Haus Mahler                          | Zweigeschossiger traufständiger Flachsatteldachbau, Fassadengestaltung im Rundbogenstil, bezeichnet „1823“ | D-6-75-174-27  | Wohnhaus, so genanntes Haus Mahler |
| Kirchgasse 1 (Standort)                           | Katholische Stadtpfarrkirche St. Bartholomäus und St. Georg | Saalbau mit polygonalem Chor, Baubeginn des Chores 1413, Langhaus 1472, 1513 Bau des Turmes durch Hans Bock, das Langhaus Mitte 18. Jahrhundert umgestaltet; mit Ausstattung                                          | D-6-75-174-74  | weitere Bilder                     |
| Kirchgasse 1 (Standort)                           | Kapelle St. Nikolaus                                        | Westlich an die Kirche angebaut, profaniert, 15. Jahrhundert | D-6-75-174-74  | weitere Bilder                     |
| Kirchgasse 1 (Standort)                           | Ölberg                                                      | 16. Jahrhundert | D-6-75-174-74  | weitere Bilder                     |
| Kirchgasse 1 (Standort)                           | Kruzifix                                                    | | D-6-75-174-74  | weitere Bilder                     |
| Kirchgasse 2 (Standort)                           | Wohnhaus                                                    | Zweigeschossiges Eckhaus mit Satteldach und verputztem Fachwerkobergeschoss, Mitte 15. Jahrhundert | D-6-75-174-379 | weitere Bilder                     |
| Kirchgasse 3 (Standort)                           | Ehemalige Lateinschule                                      | Zweigeschossiger traufständiger Satteldachbau mit Fachwerkobergeschoss, 16./17. Jahrhundert | D-6-75-174-75  | weitere Bilder                     |
| Kreuzgasse 6 (Standort)                           | Wohnhaus                                                    | Zweigeschossiger giebelständiger Halbwalmdachbau, Bruchsteinmauerwerk, erste Hälfte 19. Jahrhundert | D-6-75-174-77  | weitere Bilder                     |
| Mittlere Spitalgasse 7 (Standort)                 | Türgewände mit Oberlicht                                    | Knotenpunkte von Gewändepfosten und -sturz als Hochrelief mit Rosettenbesatz, am Sturz ein Feston, Schlussstein mit Spitzeisen und Kelle, um 1800                                                                     | D-6-75-174-82  | Türgewände mit Oberlicht           |
| Nähe Obere Zwingergasse (Standort)                | Fragment eines Bildstockaufsatzes                           | Eingemauert in die Nordwand der ehemaligen Zehntscheune, faszierte Sandsteintafel mit heiligem Andreas, Sandstein, wohl 18. Jahrhundert                                                                               | D-6-75-174-96  | weitere Bilder                     |
| Obere Zwingergasse 1 (Standort)                   | Hofanlage, Hakenhof, Wohnhaus                               | Zweigeschossiger Halbwalmdachbau (nach Brand 1946 erneuert), verputztes Fachwerk | D-6-75-174-88  | weitere Bilder                     |
| Obere Zwingergasse 1 (Standort)                   | Hofanlage, Scheune                                          | Steilsatteldachbau mit Sandsteinfenstergewänden (Spolien), 1617 | D-6-75-174-88  | weitere Bilder                     |
| Obere Zwingergasse 2 (Standort)                   | Hausfigur                                                   | Standfigur des segnenden heiligen Urban mit Trauben, Muschelkalk, auf einfachem Sandsteinsockel, bezeichnet „1932“ | D-6-75-174-342 | weitere Bilder                     |
| Obere Zwingergasse 5 (Standort)                   | Hausfigur                                                   | Heilige Barbara mit Attributen Hostie und Kelch, eingeputzt, 18. Jahrhundert | D-6-75-174-90  | weitere Bilder                     |
| Obere Zwingergasse 18 (Standort)                  | Türgewände                                                  | Geohrt und dreifach fasziert, diamantierter Schlussstein, barock, 18. Jahrhundert, wohl nicht in situ | D-6-75-174-94  | weitere Bilder                     |
| Pfarrhof 1 (Standort)                             | Pfarrhaus                                                   | Zweigeschossiger traufständiger Satteldachbau mit geohrten Fensterrahmungen, rückwärtiger Anbau, im Kern letztes Viertel 17. Jahrhundert                                                                              | D-6-75-174-98  | weitere Bilder                     |
| Pfarrhof 1 (Standort)                             | Hausfigur                                                   | Maria mit Jesus- und Johannesknaben, 18. Jahrhundert | D-6-75-174-98  | weitere Bilder                     |
| Schelfengasse 1 (Standort)                        | Schelfenhaus, Stadtpalais                                   | Zweigeschossiger traufständiger Walmdachbau mit reich gegliederter Fassade und Figurenportalen, für den Volkacher Ratsherrn und Kaufmann Johann Georg Adam Schelf 1719/20; mit Ausstattung                            | D-6-75-174-102 | weitere Bilder                     |
| Schelfengasse 1 (Standort)                        | Rückgebäude                                                 | Mit Saal, Nebentrakt und ehemalige Scheune | D-6-75-174-102 | weitere Bilder                     |
| Schelfengasse 3 (Standort)                        | Ehemaliger Gasthof und Brauerei                             | Dreigeschossiger Mansarddachbau mit geohrten Fensterrahmungen, 18. Jahrhundert | D-6-75-174-103 | weitere Bilder                     |
| Schelfengasse 3 (Standort)                        | Hausfigur                                                   | Heiliger Josef mit Kind, 18./19. Jahrhundert | D-6-75-174-103 | weitere Bilder                     |
| Schelfengasse 12 (Standort)                       | Wohnhaus                                                    | Zweigeschossiges Mansarddachhaus in Ecklage, erste Hälfte 19. Jahrhundert | D-6-75-174-105 | weitere Bilder                     |
| Spitalstraße 1 (Standort)                         | Ackerbürgerhaus                                             | Ehem. Haus des Landwirtes Johann Mauer, Wohnhaus, zweigeschossiger traufständiger Satteldachbau mit Treppengiebeln, im Kern Ende 15./Anfang 16. Jh., über älterer Kelleranlage wohl des 14. Jhds.                     | D-6-75-174-117 | weitere Bilder                     |
| Spitalstraße 1 (Standort)                         | Wohn- und Geschäftshaus                                     | Rückgebäude, zweigeschossiger massiver Satteldachbau mit ehem. Hofdurchfahrt, bez. 1593 | D-6-75-174-117 | BW                                 |
| Spitalstraße 1 (Standort)                         | Nebengebäude                                                | Im Hof zweigeschossiger Satteldachbau mit Laubengang, Fachwerk, spätes 16. Jhd. | D-6-75-174-117 | BW                                 |
| Spitalstraße 1 (Standort)                         | Schweinestall                                               | Angebaut pultdachgedeckter Schweinestall, wohl 19. Jhd. | D-6-75-174-117 | BW                                 |
| Spitalstraße 1 (Standort)                         | Nebengebäude                                                | Im Hof zweigeschossiger Satteldachbau, Erdgeschoss massiv, Obergeschoss Fachwerk, bez. 1572 | D-6-75-174-117 | BW                                 |
| Spitalstraße 1 (Standort)                         | Brunnen                                                     | Wohl spätmittelalterlich mit Pumpe, Gusseisen, spätes 19. Jhd. | D-6-75-174-117 | BW                                 |
| Spitalstraße 5 (Standort)                         | Ehemaliges Haus des Landgerichtsassessors Engelbert Meisner | Zweigeschossiger traufständiger Satteldachbau mit geohrten Fensterrahmungen und verputztem Fachwerkobergeschoss, spätes 18. Jahrhundert                                                                               | D-6-75-174-118 | weitere Bilder                     |
| Spitalstraße 12 (Standort)                        | Wohnhaus                                                    | Zweigeschossiger traufständiger Mansarddachbau mit geohrten Fensterrahmungen, erste Hälfte 18. Jahrhundert | D-6-75-174-119 | weitere Bilder                     |
| Spitalstraße 16 (Standort)                        | Ehemaliges Bauernhaus, heute Wohnhaus mit Werkstatt         | Zweigeschossiger giebelständiger Halbwalmdachbau mit verputztem Fachwerkobergeschoss, im Kern Mitte 16. Jahrhundert                                                                                                   | D-6-75-174-120 | weitere Bilder                     |
| Stockgasse 4 (Standort)                           | Hauswappen                                                  | Trinkpokal sowie Hund bzw. Wolf, Sandstein, farbig gefasst, 16. Jahrhundert | D-6-75-174-121 | weitere Bilder                     |
| Untere Spitalgasse 2 (Standort)                   | Wohnhaus                                                    | Zweigeschossiger giebelständiger Halbwalmdachbau, Fachwerk, 18./19. Jahrhundert | D-6-75-174-123 | weitere Bilder                     |
| Untere Spitalgasse 2 (Standort)                   | Hausfigur                                                   | Immaculata, 18. Jahrhundert (Abguss) | D-6-75-174-123 | weitere Bilder                     |
| Weinstraße (Standort)                             | Kreuzschlepper                                              | Auf Sockel und Säule, Sandstein, bezeichnet „1702“ | D-6-75-174-130 | weitere Bilder                     |
| Weinstraße 2 (Standort)                           | Bürgerhaus                                                  | traufständiger Satteldachbau mit Fachwerkobergeschoss über massivem Erdgeschoss, 1. Hälfte 16. Jh., Erneuerungen frühes 19. Jh.                                                                                       | D-6-75-174-535 | weitere Bilder                     |
| Weinstraße 4 (Standort)                           | Wohnhaus                                                    | Zweigeschossiger giebelständiger Satteldachbau, im Erdgeschoss gekuppeltes Fenster mit geohrter Rahmung, im Kern 17. Jahrhundert                                                                                      | D-6-75-174-126 | weitere Bilder                     |
| Weinstraße 5 (Standort)                           | Wohn- und Bürogebäude                                       | Zweigeschossiger Massivbau, Steilsatteldach mit straßenseitigem Vollwalm und rückwärtigem Treppengiebel, geohrte Fensterrahmungen mit Knöpfchen, Anlage im Kern erste Hälfte 16. Jahrhundert, Fassade 17. Jahrhundert | D-6-75-174-127 | weitere Bilder                     |
| Weinstraße 7 (Standort)                           | Museum Barockscheune                                        | Zweigeschossiger Mansarddachbau aus unverputztem Bruchsteinmauerwerk, 18. Jahrhundert | D-6-75-174-128 | weitere Bilder                     |
| Weinstraße 7 (Standort)                           | Hoftor                                                      | Rundbogentor in Bruchsteinmauerwerk | D-6-75-174-128 | weitere Bilder                     |
| Weinstraße 8 (Standort)                           | Wohnhaus                                                    | Zweigeschossiger giebelständiger Walmdachbau mit geohrten Fensterrahmungen, das Obergeschoss teilweise über Konsolen vorkragend, 18. Jahrhundert, über älterem Kern                                                   | D-6-75-174-129 | weitere Bilder                     |
| Weinstraße 9 (Standort)                           | Fachwerkgiebelhaus                                          | Zweigeschossiger Satteldachbau, zweite Hälfte 16. Jahrhundert, wohl über älterem Kern | D-6-75-174-131 | weitere Bilder                     |
| Weinstraße 12 (Standort)                          | Wohnhaus                                                    | Zweigeschossiger traufständiger Mansarddachbau, bezeichnet 1729; teilweise erneuert und mit Weinstraße 14 vereinheitlicht                                                                                             | D-6-75-174-132 | weitere Bilder                     |
| Zehentgasse 2 (Standort)                          | Hausrelief                                                  | Vesperbild, Sandstein, bezeichnet „1832“ | D-6-75-174-133 | weitere Bilder                     |
| Zehentgasse 3 (Standort)                          | Wohnhaus                                                    | Zweigeschossiger traufständiger Satteldachbau mit Ladestandgaube, Obergeschoss verputztes Fachwerk, teils mit geohrten Fensterrahmungen, 18. Jahrhundert                                                              | D-6-75-174-134 | weitere Bilder                     |

#### Restliche Kernstadt
| Lage                                                                          | Objekt                                                    | Beschreibung | Akten-Nr.      | Bild                           |
| ----------------------------------------------------------------------------- | --------------------------------------------------------- | --- | -------------- | ------------------------------ |
| Alte Obervolkacher Straße 15; an der Schaubmühle (Standort)                   | Steinrelief                                               | Mit Krönung Mariä, bezeichnet „1824“ | D-6-75-174-4   | BW                             |
| Alte Obervolkacher Straße 21; an der Herrnmühle (Standort)                    | Inschrifttafel mit Wappen                                 | Bezeichnet „1589“ | D-6-75-174-5   | BW                             |
| Am Bach, Ecke Josef-Wächter-Straße (Standort)                                 | Bildstock                                                 | Relief der Kreuzigung, Rückseite heiliger Michael, seitlich Schmerzensmann und Heiliger, bekrönendes Satteldach mit Kreuzblumen, spätgotisch, um 1460; mit offener barocker Kapelle überbaut          | D-6-75-174-6   | weitere Bilder                 |
| Am Berg, Straße nach Fahr (Standort)                                          | Bildstock                                                 | Auf gemauertem Sockel vierkantiger Schaft, mit Kreuzigung und heiligem Georg, 17. Jahrhundert | D-6-75-174-150 | weitere Bilder                 |
| Am Kirchberg, auf der Weinbergsmauer am Stationswegs zum Kirchberg (Standort) | Mater Dolorosa                                            | Sandsteinfigur, bezeichnet „1717“, restauriert 1993 | D-6-75-174-145 | weitere Bilder                 |
| Am Kirchberg (Standort)                                                       | Bildstock                                                 | Mit Kreuzigung und Pietà, Seitenfiguren, mit Metallkreuz bekrönt, bezeichnet „1701“ | D-6-75-174-144 | weitere Bilder                 |
| Am Unteren Haidweg (Standort)                                                 | Bildstock                                                 | Mit Kreuzigung und Seitenfiguren, Inschrift auf der Rückseite, bezeichnet „1644“ | D-6-75-174-151 | weitere Bilder                 |
| Eschbachgraben ()                                                             | Bildstock                                                 | Mit Pietà, 1919 nicht nachqualifiziert, im Bayerischen Denkmalatlas nicht kartiert | D-6-75-174-147 |                                |
| Flur Spiegel ()                                                               | Bildstocksäule                                            | nicht nachqualifiziert, im Bayerischen Denkmalatlas nicht kartiert | D-6-75-174-137 |                                |
| Brückenmühlbach, auf der Brücke zur Schaubmühle (Standort)                    | Brückenfigur                                              | Heiliger Nepomuk, Sandstein, bezeichnet „1717“ | D-6-75-174-101 | weitere Bilder                 |
| Dimbacher Straße 1 (Standort)                                                 | Pavillon                                                  | Oktogonaler zweigeschossiger Pavillon mit Pyramiddach und wohl nachträglichem Treppenanbau, um 1800 mit späterer Aufstockung                                                                          | D-6-75-174-325 | Pavillon                       |
| Engertstraße 3 (Standort)                                                     | Gartenhäuschen                                            | Über oktogonalem Grundriss mit Mansarddach, Mitte 18. Jahrhundert, stark überformt | D-6-75-174-16  | weitere Bilder                 |
| Fünfzig Äcker, Gemarkungsgrenze Gaibach/Volkach (Standort)                    | Bildstock                                                 | Mit Pietà auf vierkantigem Schaft mit Spiegeln, 18. Jahrhundert, erneuert 2008 | D-6-75-174-141 | weitere Bilder                 |
| Gaibacher Straße 4 (Standort)                                                 | Bildstock                                                 | Auf Säulenschaft Aufsatz mit Kreuzigung, von Kreuz bekrönt, bezeichnet „1710“; in die Hauswand eingemauert                                                                                            | D-6-75-174-21  | weitere Bilder                 |
| Gaibacher Straße 29 (Standort)                                                | Bildhäuschen                                              | Mit Pietà (Nachbildung), gemauert mit Pultdach abgeschlossen | D-6-75-174-139 | Bildhäuschen                   |
| Westlich des Kirchbergs ()                                                    | Gedächtnisstein                                           | 1927 nicht nachqualifiziert, im Bayerischen Denkmal-Atlas nicht kartiert | D-6-75-174-148 |                                |
| Hallburgkippe, Kreuzberg, Flurabt. Kreuzäcker (Standort)                      | Sandsteinkreuz                                            | Auf gemauertem Sockel | D-6-75-155-30  | weitere Bilder                 |
| Josef-Wächter-Straße (Standort)                                               | Brückenfigur                                              | Heiliger Nepomuk, Sandstein, 18. Jahrhundert, renoviert 2002 | D-6-75-174-154 | Brückenfigur                   |
| Josef-Wächter-Straße 1 (Standort)                                             | Sandsteinrelief                                           | In Fassade eingemauert, mit Mühle und überfangener Vorhangdraperie, in der Mitte bezeichnet „1831“; wohl nicht in situ                                                                                | D-6-75-174-71  | Sandsteinrelief                |
| Josef-Wächter-Straße 3 (Standort)                                             | Türgewände mit Sandsteinrelief                            | Türsturz mit floralen Motiven und bezeichnet „1814“, Gewändestöcke mit Rosettenbesatz sowie Kassetten mit Guttae im Hochrelief                                                                        | D-6-75-174-72  | Türgewände mit Sandsteinrelief |
| Kirchbergweg, am Stationsweg zum Kirchberg (Standort)                         | Bildstock                                                 | Geschweifter Altarsockel, Schaft mit Engelkopf und Festons dekoriert, darauf Aufsatz mit Kreuzigung, seitlich Heilige von Akanthus überdacht, Rückseite Inschrift, bezeichnet „1701“                  | D-6-75-174-142 | Bildstock                      |
| Kirchbergweg 20 (Standort)                                                    | Wallfahrtskirche St. Maria im Weingarten                  | Mitte 15. Jahrhundert, Turm und Sakristei 13./14. Jahrhundert; mit Ausstattung | D-6-75-174-73  | weitere Bilder                 |
| Kirchbergweg 20 (Standort)                                                    | Benefiziatenhaus                                          | 1732 | D-6-75-174-73  | weitere Bilder                 |
| Kirchbergweg 20 (Standort)                                                    | Pfründehaus                                               | 1732 | D-6-75-174-73  | weitere Bilder                 |
| Kirchbergweg 20 (Standort)                                                    | Friedhofstor                                              | Mit Figur des Hl. Johannes Nepomuk | D-6-75-174-73  | weitere Bilder                 |
| Kirchbergweg 20 (Standort)                                                    | Einfriedungsmauer                                         | | D-6-75-174-73  | weitere Bilder                 |
| Kirchbergweg, am Wallfahrtsweg zum Kirchberg (Standort)                       | Kreuzwegstation                                           | Relief auf Sockelbau, oben durch ein Pultdach abgeschlossen: 1. Christus begegnet seiner Mutter, bezeichnet „1521“                                                                                    | D-6-75-174-143 | weitere Bilder                 |
| Kirchbergweg, am Wallfahrtsweg zum Kirchberg (Standort)                       | Kreuzwegstation                                           | Relief auf Sockelbau, oben durch ein Pultdach abgeschlossen: 2. Simon von Cyrene hilft Jesus das Kreuz tragen, bezeichnet „1520“                                                                      | D-6-75-174-143 | weitere Bilder                 |
| Kirchbergweg, am Wallfahrtsweg zum Kirchberg (Standort)                       | Kreuzwegstation                                           | Relief auf Sockelbau, oben durch ein Pultdach abgeschlossen: 3. Veronika reicht Christus das Schweißtuch, bezeichnet „1521“                                                                           | D-6-75-174-143 | weitere Bilder                 |
| Straße nach Rimbach ()                                                        | Marienfigur                                               | 18. Jahrhundert nicht nachqualifiziert, im Bayerischen Denkmal-Atlas nicht kartiert | D-6-75-174-152 |                                |
| Nähe Oberer Markt, Oberer Markt 5 (Standort)                                  | Evangelische Michaelskapelle                              | Saalbau mit eingezogenem Polygonchor und Dachreiter, Anfang 15. Jahrhundert, im 19. Jahrhundert neugotisch restauriert; mit Ausstattung                                                               | D-6-75-174-84  | weitere Bilder                 |
| Nähe Oberer Markt, Oberer Markt 5 (Standort)                                  | Figur heiliger Florian                                    | Auf der Tormauer, bezeichnet „1737“ | D-6-75-174-84  | weitere Bilder                 |
| Nähe Oberer Markt, Oberer Markt 5 (Standort)                                  | Friedhof                                                  | Im 16. Jahrhundert angelegt, bezeichnet „1604“ | D-6-75-174-84  | Friedhof                       |
| Oberer Markt 4 (Standort)                                                     | Figurennische                                             | Krönung Mariä, barock | D-6-75-174-83  | Figurennische                  |
| Oberer Markt 6 (Standort)                                                     | Inschrifttafel                                            | Bezeichnet „Ehemaliges Bürgerspital“, errichtet 1802 | D-6-75-174-85  | weitere Bilder                 |
| Oberer Markt 7 (Standort)                                                     | Gasthof                                                   | Zweigeschossiger traufständiger Walmdachbau, 18. Jahrhundert | D-6-75-174-86  | weitere Bilder                 |
| Oberer Markt 7 (Standort)                                                     | Wirtshausschild                                           | 18. Jahrhundert | D-6-75-174-86  | weitere Bilder                 |
| Oberer Markt 11 (Standort)                                                    | Gasthof                                                   | Zweigeschossiger giebelständiger Halbwalmdachbau mit leicht vorkragendem Fachwerkgiebel im teils geohrten Fenstergewänden, im Kern 18. Jahrhundert, mit Saalanbau                                     | D-6-75-174-87  | weitere Bilder                 |
| Oberer Markt 11 (Standort)                                                    | Wirtshausschild                                           | 18./19. Jahrhundert | D-6-75-174-87  | Wirtshausschild                |
| Obervolkacher Straße 11 (Standort)                                            | Gartenhäuschen                                            | Massivbau mit Mansarddach und geohrten Fensterrahmungen auf quadratischem Grundriss, Treppenaufgang, bezeichnet „1750“                                                                                | D-6-75-174-97  | weitere Bilder                 |
| Prof.-Jäcklein-Straße, Ecke Dr. Eugen-Schön-Straße (Standort)                 | Altarbildstock                                            | Auf einem massiven Sockel Baldachin auf vier gedrehten Säulchen, Rückseite geschlossen mit Darstellung des Blutwunders von Walldürn, 18. Jahrhundert                                                  | D-6-75-174-99  | weitere Bilder                 |
| Gemarkung Sambühl (Standort)                                                  | Kreuzschlepper                                            | Sandsteinfigur auf hohem Sockel, bezeichnet „1902“ | D-6-75-174-140 | BW                             |
| Schaubmühlstraße (Standort)                                                   | Bildstock                                                 | Mit Kreuzigung und auferstandenem Christus, bezeichnet „148“5, restauriert | D-6-75-174-100 | Bildstock                      |
| Fußpfad zum Model ()                                                          | Schmerzensmann                                            | Bezeichnet „1763“ nicht nachqualifiziert, im Bayerischen Denkmal-Atlas nicht kartiert | D-6-75-174-138 |                                |
| Schubertstraße 3a (Standort)                                                  | Kreuzschlepper                                            | Sattelstein mit Epigraph und bezeichnet, 18. Jahrhundert | D-6-75-174-106 | Kreuzschlepper                 |
| Schubertstraße 3a (Standort)                                                  | Bildstock                                                 | Mit Kreuzigung, bezeichnet „1602“ | D-6-75-174-106 | BW                             |
| Schubertstraße 4 (Standort)                                                   | Bildstock                                                 | Neubarock mit Darstellung der Pietà, Kunststein, 1924 | D-6-75-174-107 | Bildstock                      |
| Seeberg; Kirchberg (Standort)                                                 | Kreuzweg zur Wallfahrtskirche St. Maria auf dem Kirchberg | 14 Stationen in Form von Bruchsteinkapellchen mit Reliefs, 1864 | D-6-75-174-146 | weitere Bilder                 |
| Nähe Sommeracher Straße (Standort)                                            | Kreuzschlepper                                            | Sandstein, bezeichnet „1719“ | D-6-75-174-116 | Kreuzschlepper                 |
| Sommeracher Straße (Standort)                                                 | Relief                                                    | Rokoko, um 1740; in modernem Altarbildstock (bezeichnet „1675“) von 1986 | D-6-75-174-115 | Relief                         |
| Sommeracher Straße 7 (Standort)                                               | Hofanlage, Hakenhof, Wohnhaus                             | Zweigeschossiger giebelständiger Walmdachbau aus Bruchsteinmauerwerk | D-6-75-174-112 | weitere Bilder                 |
| Sommeracher Straße 7 (Standort)                                               | Hofanlage, ehemaliger Stall bzw. Scheune                  | Rückwärtig | D-6-75-174-112 | BW                             |
| Sommeracher Straße 7 (Standort)                                               | Hofanlage, Hofmauer mit rundbogiger Toreinfahrt           | Erste Hälfte 19. Jahrhundert | D-6-75-174-112 | weitere Bilder                 |
| Sommeracher Straße 9 (Standort)                                               | Ackerbürgerhaus                                           | Breit gelagertes traufständiges Durchfahrthaus aus ehemals zwei Gebäuden, mit Satteldach und rundbogiger Toreinfahrt, zweite Hälfte 19. Jahrhundert, mit Spolien aus Vorgängerbau (bezeichnet „1736“) | D-6-75-174-113 | weitere Bilder                 |
| Sommeracher Straße 11 (Standort)                                              | Ackerbürgerhaus                                           | Zweigeschossiges Traufseithaus mit rundbogiger Toreinfahrt, erste Hälfte 19. Jahrhundert | D-6-75-174-114 | weitere Bilder                 |
| Sommeracher Straße 22 (Standort)                                              | Ehemaliges Armen- und Siechhaus                           | Eingeschossiger traufständiger Satteldachbau, frühes 17. Jhd., im Kern älter, Nordgiebel um 1900 und Dachtragwerk mit Südgiebel nach 1960 erneuert                                                    | D-6-75-174-539 | BW                             |
| Steinbruch; an der Straße nach Dimbach (Standort)                             | Feldkapelle                                               | Kleiner Bruchsteinbau mit Pyramidendach, mit Pietà, bezeichnet „1897“ | D-6-75-174-153 | weitere Bilder                 |
| Unterer Haidweg 15 (Standort)                                                 | Bildstock                                                 | Mit Marienkrönung und Pietà, 18. Jahrhundert | D-6-75-174-125 | BW                             |
| Zum Steinbruch (Standort)                                                     | Kreuzschlepper                                            | Sandsteinfigur auf gemauertem Sockel, Kartusche mit Bezeichnung „1709“ | D-6-75-174-136 | weitere Bilder                 |

### Astheim
| Lage                                                                   | Objekt                                       | Beschreibung | Akten-Nr.      | Bild                         |
| ---------------------------------------------------------------------- | -------------------------------------------- | --- | -------------- | ---------------------------- |
| Astheimer Kartäuser; am westlichen Ende der Blumenstraße (Standort)    | Mariensäule                                  | Sandstein, 19. Jahrhundert                                                                                       | D-6-75-174-170 | weitere Bilder               |
| Blumenstraße, an der Gabelung Blumenstraße/Weinbergstraße (Standort)   | Bildstock                                    | Mit Kreuzigung und Seitenfiguren, Inschrift auf der Rückseite, bezeichnet „1597“                                 | D-6-75-174-169 | weitere Bilder               |
| Blumenstraße 5; im Vorgarten (Standort)                                | Steinkreuz                                   | | D-6-75-174-156 | BW                           |
| Frank-Ritter-Straße 18 (Standort)                                      | Wohnhaus                                     | Zweigeschossiger Walmdachbau mit geohrten Fensterrahmungen, 18. Jahrhundert                                      | D-6-75-174-157 | weitere Bilder               |
| Frank-Ritter-Straße 18 (Standort)                                      | Altarnische                                  | Mit Rokoko-Umrahmung, heiliger Wendelin und Immaculata                                                           | D-6-75-174-157 | Altarnische                  |
| Frank-Ritter-Straße 18 (Standort)                                      | Nebenhaus                                    | Zugehörig, eingeschossig, mit Mansarddach, 18. Jahrhundert                                                       | D-6-75-174-157 | BW                           |
| Im Untern Feld; am nördlichen Fuß der Brückenauffahrt (Standort)       | Kreuzschlepper                               | Sandsteinfigur auf einem gemauerten Sockel, 18. Jahrhundert                                                      | D-6-75-174-173 | weitere Bilder               |
| Kartäuserstraße 13 (Standort)                                          | Wohnhaus                                     | Zweigeschossiger giebelständiger Satteldachbau mit Zierfachwerk, bezeichnet „1660“                               | D-6-75-174-159 | weitere Bilder               |
| Kartäuserstraße 13 (Standort)                                          | Immaculata                                   | Figur, 18. Jahrhundert                                                                                           | D-6-75-174-159 | weitere Bilder               |
| Kartäuserstraße 15 (Standort)                                          | Ehemals Seinsheimsche Vogtei                 | Massivbau mit Treppengiebel und profilierten Fensterrahmungen, um 1600                                           | D-6-75-174-160 | Ehemals Seinsheimsche Vogtei |
| Kirchstraße 15 (Standort)                                              | Katholische Pfarrkirche St. Johannes Baptist | Spätgotische Anlage, zweite Hälfte 15. Jahrhundert, Langhaus 1775 verändert                                      | D-6-75-174-163 | weitere Bilder               |
| Kirchstraße 15 (Standort)                                              | Kruzifix                                     | 18. Jahrhundert, neben der Kirche                                                                                | D-6-75-174-163 | Kruzifix                     |
| Kirchstraße 20; Nähe Kirchstraße (Standort)                            | Wohnhaus                                     | Zweigeschossiger Walmdachbau mit verputztem Fachwerkobergeschoss, bezeichnet „1621“                              | D-6-75-174-164 | Wohnhaus                     |
| Kirchstraße 20; Nähe Kirchstraße (Standort)                            | Madonnenfigur                                | Auf der Mauer | D-6-75-174-164 | BW                           |
| Kirchstraße 30 (Standort)                                              | Wohnhaus                                     | Zweigeschossiger giebelständiger Halbwalmdachbau mit verputztem Fachwerkobergeschoss, 17./18. Jahrhundert        | D-6-75-174-165 | Wohnhaus                     |
| Kirchstraße 31 (Standort)                                              | Wohnhaus                                     | Zweigeschossiger traufständiger Satteldachbau mit Treppengiebel, im Kern 16./17. Jahrhundert                     | D-6-75-174-166 | Wohnhaus                     |
| Kirchstraße 46 (Standort)                                              | Hausfigur                                    | Immaculata, erste Hälfte 18. Jahrhundert                                                                         | D-6-75-174-167 | Hausfigur                    |
| Nähe Kirchstraße; an Gartenmauer (Standort)                            | Steinaltar                                   | Sandstein, barock, zweite. Hälfte 17. Jahrhundert                                                                | D-6-75-174-168 | Steinaltar                   |
| Nähe Mainstraße, an der 2011 erneuerten Brücke nach Volkach (Standort) | Brückenzollhaus, dann Schrankenwärterhaus    | Dreigeschossiges turmartiges Gebäude mit vortretendem Obergeschoss und Pyramiddach, Heimatstil, 1891 und 1957/58 | D-6-75-174-327 | weitere Bilder               |
| Nähe Öd; im Friedhof (Standort)                                        | Friedhofskreuz                               | Lebensgroßes Dreinagelkreuz aus Sandstein, Totenkopf am unteren Balkenende, 18. Jahrhundert                      | D-6-75-174-317 | weitere Bilder               |
| Staatsstraße 2260, an der Klostermauer (Standort)                      | Kreuzschlepper                               | Sandsteinfigur auf einem Sockel, 18. Jahrhundert                                                                 | D-6-75-174-172 | Kreuzschlepper               |

Ehemaliges Kartäuserkloster Pons Mariae

| Lage                                                    | Objekt                                                       | Beschreibung | Akten-Nr.      | Bild                                          |
| ------------------------------------------------------- | ------------------------------------------------------------ | --- | -------------- | --------------------------------------------- |
| Kartäuserstraße 14 (Standort)                           | Prokuratsgebäude des ehemaligen Kartäuserkloster Pons Mariae | Renaissance-Bau mit geschweiftem Giebel, Verbindungsgang und Johanniskapelle, 1583                                          | D-6-75-174-161 | weitere Bilder                                |
| Kartäuserstraße 16 (Standort)                           | Kirche des ehemaligen Kartäuserkloster Pons Mariae           | Einschiffige Anlage mit Lettner zwischen Chor und Laienraum, 1603–1609, barockisiert 1723                                   | D-6-75-174-161 | weitere Bilder                                |
| Escherndorfer Straße 1, Nähe Kartäuserstraße (Standort) | Klostermauer des ehemaligen Kartäuserkloster Pons Mariae     | Teilweise erhalten | D-6-75-174-161 | BW                                            |
| Kartäuserstraße 6, 8, 12 (Standort)                     | Ehemaliges Nebengebäude des Kartäuserklosters                | Zweigeschossige traufständige Satteldachbauten, teilweise mit Toreinfassungen des 17./18. Jahrhunderts, weitgehend erneuert | D-6-75-174-158 | weitere Bilder                                |
| Kartäuserstraße 20, Kartäuserstraße 22 (Standort)       | Ehemaliges Nebengebäude des Kartäuserklosters                | Zweigeschossige traufständige Satteldachbauten, teilweise mit Toreinfassungen des 17./18. Jahrhunderts, weitgehend erneuert | D-6-75-174-158 | weitere Bilder                                |
| Kartäuserstraße 24, 26 (Standort)                       | Ehemaliges Nebengebäude des Kartäuserklosters                | Zweigeschossige traufständige Satteldachbauten, teilweise mit Toreinfassungen des 17./18. Jahrhunderts, weitgehend erneuert | D-6-75-174-162 | Ehemaliges Nebengebäude des Kartäuserklosters |
| Kartäuserstraße 20 (Standort)                           | Klostertor                                                   | Mit Wappenreliefs und Figur des heiligen Bruno, 17. Jahrhundert                                                             | D-6-75-174-158 | weitere Bilder                                |

### Dimbach
| Lage                                                                         | Objekt | Beschreibung | Akten-Nr.      | Bild           |
| ---------------------------------------------------------------------------- | --- | --- | -------------- | -------------- |
| Straße nach Volkach ()                                                       | Bildstock | Mit Pietà und Marienkrönung, 18. Jahrhundert; nicht nachqualifiziert, im Bayerischen Denkmal-Atlas nicht kartiert | D-6-75-174-186 |                |
| Brühl; an der Straße nach Gerlachshausen. (Standort)                         | Steinkreuz | Auf einem Sockel, Sandstein | D-6-75-174-184 | weitere Bilder |
| Dorfplatz (Standort)                                                         | Bildstock, laut Inschrift zur Erinnerung an den Bamberger Leutnant Johann Valentin Moser, der am 12. September 1720 an der Stelle erschossen wurde | Über erneuertem Sockel Relief mit Darstellung der Mordtat, darauf Pietà und Putten, spätbarock, bezeichnet „1720“; ehemals vor Marienstraße 31 | D-6-75-174-179 | weitere Bilder |
| Dorfplatz; vor der Kirche ()                                                 | Inschriftstein | 19. Jahrhundert; nicht nachqualifiziert, im Bayerischen Denkmal-Atlas nicht kartiert | D-6-75-174-177 | Inschriftstein |
| Dorfplatz 2 (Standort)                                                       | Bauernhof, Wohnhaus | Zweigeschossiger giebelständiger Satteldachbau mit Fachwerkobergeschoss und geohrten Fensterrahmungen, 18./19. Jahrhundert, im Kern älter | D-6-75-174-174 | weitere Bilder |
| Dorfplatz 2 (Standort)                                                       | Bauernhof, schmales Nebengebäude | Mit Krüppelwalmdach, 18./19. Jahrhundert | D-6-75-174-174 | weitere Bilder |
| Dorfplatz 6 (Standort)                                                       | Erdgeschossiges Halbwalmdachhaus | Bruchstein mit Sandsteingewänden, rundbogiger Kellerabgang, erste Hälfte 19. Jahrhundert | D-6-75-174-175 | weitere Bilder |
| Dorfplatz 8 (Standort)                                                       | Katholische Wallfahrtskirche St. Maria de Rosario                                                                                                  | Dreischiffige Pfeilerbasilika mit einschiffigem Chor und Westturm, im Kern zweite Hälfte 13. Jahrhundert, Baubeginn 1325, Weihe 1334, Seitenschiffe 1593 gewölbt, Stuckaturen im Mittelschiff um 1750; mit Ausstattung; Gesamtinstandsetzung 1973–1980 | D-6-75-174-176 | weitere Bilder |
| Kunzenberg; Straße nach Volkach, an der Abzweigung nach Sommerach (Standort) | Bildstock | Mit Maria als Himmelskönigin, Kalkstein, neubarock, bezeichnet „1930“ | D-6-75-174-187 | weitere Bilder |
| Kunzenberg; am Feldweg nordwestlich der Kirche (Standort)                    | Bildstock | Auf viereckigem Schaft Aufsatz mit Satteldach und spitzbogiger Bildnische, darin Relief mit Kreuzigung, um 1600 | D-6-75-174-182 | weitere Bilder |
| Nähe Seestraße; Dorfplatz, Straße nach Reupelsdorf (Standort)                | Bildstock | Mit eingesetztem gusseisernem Relief, Pietà, bezeichnet „1921“ | D-6-75-174-180 | weitere Bilder |
| Waldabteilung Röhrig; an der Straße nach Gerlachshausen (Standort)           | Gedenkstein | Bezeichnet „18.“ | D-6-75-174-183 | BW             |

### Eichfeld
| Lage                                                                                    | Objekt                                            | Beschreibung | Akten-Nr.      | Bild           |
| --------------------------------------------------------------------------------------- | ------------------------------------------------- | --- | -------------- | -------------- |
| Herrengasse 4 (Standort)                                                                | Fußgängerpforte                                   | Bezeichnet „1832“ | D-6-75-174-188 | weitere Bilder |
| Hofwiesenstraße 2 (Standort)                                                            | Hoftor, sog. Stapfs Torbogen                      | Rundbogiges Tor und rundbogige Fußgängerpforte, in Formen der deutschen Renaissance, grüner Sandstein, bez. 1621. (eingelagert) | D-6-75-174-533 | BW             |
| Nähe Seubeltstraße (Standort)                                                           | Renaissance-Portal des Friedhofs                  | Sandstein, bezeichnet „1588“ | D-6-75-174-191 | weitere Bilder |
| Röhrig; am Weg nach Dimbach (Standort)                                                  | Steinkreuz                                        | Sandstein, etwas beschädigt | D-6-75-174-196 | weitere Bilder |
| Seubeltstraße 5; Nähe Bindersgasse; Nähe Seubeltstraße; Volkacher Straße 19a (Standort) | Evangelisch-lutherische Pfarrkirche St. Stephanus | Turm 14./15. Jahrhundert, Langhaus und Chor neugotisch, 1902; mit Ausstattung                                                   | D-6-75-174-190 | weitere Bilder |
| Seubeltstraße 5; Nähe Bindersgasse; Nähe Seubeltstraße; Volkacher Straße 19a (Standort) | Reste der ehemaligen Kirchenbefestigung           | An einem Gaden bezeichnet „1788“                                                                                                | D-6-75-174-190 | weitere Bilder |
| Volkacher Straße 17 (Standort)                                                          | Gasthaus                                          | Zweigeschossiger Halbwalmdachbau teils mit geohrten Fensterrahmungen, erste Hälfte 19. Jahrhundert                              | D-6-75-174-192 | weitere Bilder |
| Volkacher Straße 21 (Standort)                                                          | Ehemaliges Rathaus                                | Zweigeschossiger Satteldachbau, Bruchstein, verputzt, 19. Jahrhundert mit älterem Kern                                          | D-6-75-174-193 | weitere Bilder |
| Volkacher Straße 21 (Standort)                                                          | Inschriften der alten Friedhofsmauer              | Bezeichnet „1530“ | D-6-75-174-193 | BW             |
| Volkacher Straße 21 (Standort)                                                          | Sakristeitüre der Kirche                          | Am Kellereingang, 15. Jahrhundert                                                                                               | D-6-75-174-193 | BW             |
| Volkacher Straße 25; Volkacher Straße 27 (Standort)                                     | Wohnhaus                                          | Eingeschossiger giebelständiger Satteldachbau mit Zierfachwerk, 18. Jahrhundert                                                 | D-6-75-174-194 | weitere Bilder |
| Volkacher Straße 31 (Standort)                                                          | Wirtshausschild                                   | Schmiedeeisen, frühes 19. Jahrhundert                                                                                           | D-6-75-174-195 | weitere Bilder |

### Elgersheim
| Lage                          | Objekt                                                                   | Beschreibung | Akten-Nr.      | Bild           |
| ----------------------------- | ------------------------------------------------------------------------ | --- | -------------- | -------------- |
| Elgersheimer Hof 1 (Standort) | Ehemaliges Königsgut der Reichsministerialen von Stollberg               | später Klosterhof der Zisterzienserabtei Ebrach, nach 1803 Altersheim für verarmte Volkacher Bürger: Wohnhaus, zweigeschossiger Halbwalmdachbau, verputztes Natursteinmauerwerk, geohrte Sandsteinfenstergewände, bezeichnet „1712“, über älterem Kern | D-6-75-174-197 | weitere Bilder |
| Elgersheimer Hof 1 (Standort) | Ehemaliges Königsgut der Reichsministerialen von Stollberg: Scheune      | Bruchsteinbau mit Halbwalmdach | D-6-75-174-197 | BW             |
| Elgersheimer Hof 1 (Standort) | Ehemaliges Königsgut der Reichsministerialen von Stollberg: Nebengebäude | 17./18. Jahrhundert | D-6-75-174-197 | weitere Bilder |
| Elgersheimer Hof 1 (Standort) | Ehemaliges Königsgut der Reichsministerialen von Stollberg: Klostermauer | 17./18. Jahrhundert | D-6-75-174-197 | BW             |

### Escherndorf
| Lage | Objekt                                       | Beschreibung | Akten-Nr.      | Bild                                |
| --- | -------------------------------------------- | --- | -------------- | ----------------------------------- |
| An der Güß 1; Astheimer Straße 2, vor Haus Nummer 4 (Standort)                                                              | Bildstock                                    | Mit Kreuzigung und Seitenfiguren, Sandstein, Renaissance, 16./17. Jahrhundert | D-6-75-174-201 | weitere Bilder                      |
| An der Steige, vor der Kirche (Standort)                                                                                    | Dorfbrunnen                                  | Becken mit geschweifter Brüstung und umlaufender Mauerbank zum Abstellen von Wassergefäßen, in der Mitte Säule für zwei Röhren, mit Maske und Schild ornamentiert, Rokokoanlage, Mitte des 18. Jahrhunderts | D-6-75-174-200 | weitere Bilder                      |
| An der Steige 2 (Standort)                                                                                                  | Katholische Pfarrkirche St. Johannes Baptist | Nachgotische Chorturmkirche, 1600–1616; mit Ausstattung | D-6-75-174-198 | weitere Bilder                      |
| An der Steige 2, neben der nördlichen Kirchenfassade (Standort)                                                             | Kreuzigungsgruppe                            | Wohl von Luca van der Auvera, 1750 | D-6-75-174-198 | weitere Bilder                      |
| An der Steige 4 (Standort)                                                                                                  | Wohnhaus                                     | Eingeschossiges Fachwerkhaus mit Satteldach, um 1700 | D-6-75-174-318 | Wohnhaus                            |
| Astheimer Straße 6 (Standort)                                                                                               | Wohnhaus                                     | Zweigeschossiger Walmdachbau mit Eckpilastern und geohrten Fensterrahmungen, bezeichnet „1746“ | D-6-75-174-202 | weitere Bilder                      |
| Astheimer Straße 6 (Standort)                                                                                               | Hausfigur                                    | Immaculata, 18. Jahrhundert | D-6-75-174-202 | weitere Bilder                      |
| Astheimer Straße 6 (Standort)                                                                                               | Hausfigur                                    | heiliger Josef, 18. Jahrhundert | D-6-75-174-202 | weitere Bilder                      |
| Astheimer Straße 8 (Standort)                                                                                               | Wohnhaus                                     | Zweigeschossiger Walmdachbau mit Eckpilastern und geohrten Fensterrahmungen, teils verputztes Fachwerk im Obergeschoss, 18. Jahrhundert                                                                     | D-6-75-174-203 | weitere Bilder                      |
| Astheimer Straße 8 (Standort)                                                                                               | Hausfigur                                    | Immaculata, 18. Jahrhundert | D-6-75-174-203 | weitere Bilder                      |
| Astheimer Straße 11 (Standort)                                                                                              | Geschnitzte Holztür                          | Mit Messingbeschlägen, bezeichnet am Türsturz „1824“ | D-6-75-174-204 | weitere Bilder                      |
| Astheimer Straße 13 (Standort)                                                                                              | Wohnhaus                                     | Giebelhaus, verputztes Fachwerk, 17./18. Jahrhundert | D-6-75-174-205 | weitere Bilder                      |
| Astheimer Straße 13 (Standort)                                                                                              | Figurengruppe                                | Christus am Ölberg, 18. Jahrhundert | D-6-75-174-205 | weitere Bilder                      |
| Astheimer Straße 15 (Standort)                                                                                              | Hausfigur                                    | Maria, mittleres 19. Jahrhundert | D-6-75-174-206 | weitere Bilder                      |
| Astheimer Straße 15 (Standort)                                                                                              | Hausfigur                                    | Josef, mittleres 19. Jahrhundert | D-6-75-174-206 | weitere Bilder                      |
| Astheimer Straße 21 (Standort)                                                                                              | Wohnhaus                                     | Zweigeschossiger Walmdachbau, um 1800 | D-6-75-174-207 | weitere Bilder                      |
| Astheimer Straße 21 (Standort)                                                                                              | Wandmalereien                                | Um 1900 | D-6-75-174-207 | weitere Bilder                      |
| Astheimer Straße 29 (Standort)                                                                                              | Wohnhaus                                     | Zweigeschossiger giebelständiger Satteldachbau, Fachwerk, 17./18. Jahrhundert | D-6-75-174-208 | weitere Bilder                      |
| Astheimer Straße 31 (Standort)                                                                                              | Wohnhaus                                     | Zweigeschossiger Walmdachbau mit Eckpilastern und geohrten Fensterrahmungen, bezeichnet „1752“ | D-6-75-174-209 | weitere Bilder                      |
| Astheimer Straße 33 (Standort)                                                                                              | Hausfigur                                    | Immaculata, 18. Jahrhundert | D-6-75-174-210 | weitere Bilder                      |
| Astheimer Straße 36 (Standort)                                                                                              | Sandsteinrelief                              | Mit Darstellung einer Kreuzigung, bezeichnet „1697“ | D-6-75-174-212 | weitere Bilder                      |
| Nähe Astheimer Straße (Standort)                                                                                            | Brunnenturm                                  | Aus Bruchsteinmauerwerk mit Zeltdach, wohl spätmittelalterlich | D-6-75-174-211 | weitere Bilder                      |
| Bocksbeutelstraße 1 (Standort)                                                                                              | Gasthaus                                     | Eingeschossiger Mansardhalbwalmdachbau, 18./19. Jahrhundert | D-6-75-174-214 | Gasthaus                            |
| Bocksbeutelstraße 2 (Standort)                                                                                              | Hausfigur                                    | Immaculata, 18. Jahrhundert | D-6-75-174-215 | Hausfigur                           |
| Bocksbeutelstraße 34 (Standort)                                                                                             | Wohnhaus                                     | Zweigeschossiger Walmdachbau aus Bruchstein mit Hausteingliederungen, erste Hälfte 19. Jahrhundert | D-6-75-174-216 | Wohnhaus                            |
| Bocksbeutelstraße 60 (Standort)                                                                                             | Bildstock                                    | Mit Pietà, bezeichnet „1750“, erneuert 1977 | D-6-75-174-217 | Bildstock                           |
| Escherndorfer Berg; an der Escherndorfer Steige (Standort)                                                                  | Bildstock                                    | 18. Jahrhundert | D-6-75-174-321 | weitere Bilder                      |
| Escherndorfer Fürstenberg; an der Stützmauer eines Weinbergs, westlich der Kirche (Standort)                                | Relieftafel                                  | Mit Madonna, 19./20. Jahrhundert | D-6-75-174-227 | Relieftafel                         |
| Escherndorfer Fürstenberg; am Weinbergweg westlich des Ortes zwischen Escherndorfer Fürstenberg und Rückhölzlein (Standort) | Bildstock                                    | Mit Kreuzigungsrelief und Seitenfiguren, bezeichnet „1677“, erneuert 1871 | D-6-75-174-322 | BW                                  |
| Escherndorfer Hengstberg; an der Zufahrtsstraße nach Volkach (Standort)                                                     | Bildstock                                    | Mit Kreuzigung, bezeichnet „1761“, erneuert 1989 | D-6-75-174-223 | Bildstock                           |
| Nähe Steige; nordwestlich des Ortes am Rückhölzlein (Standort)                                                              | Lourdes-Kapelle                              | Mit polygonalem Chor und Dachreiter, 1892 | D-6-75-174-320 | weitere Bilder                      |
| Nähe Steige; nordwestlich des Ortes am Rückhölzlein (Standort)                                                              | Lourdes-Grotte                               | | D-6-75-174-320 | weitere Bilder                      |
| Pfarrgasse 2 (Standort) | Wohnhaus                                     | Zweigeschossiger Walmdachbai mit Eckpilastern, 18. Jahrhundert, Fensterrahmungen erneuert | D-6-75-174-218 | weitere Bilder                      |
| Pfarrgasse 2 (Standort) | Hausfigur                                    | Siehe auch Ensemble Escherndorf | D-6-75-174-218 | BW                                  |
| Pfarrgasse 4 (Standort) | Pfarrhaus                                    | Zweigeschossiger Walmdachbau mit verputztem Fachwerkobergeschoss, bezeichnet „1659“ | D-6-75-174-219 | weitere Bilder                      |
| Spitzgärten, Straße nach Astheim (Standort)                                                                                 | Kreuzschlepper und heilige Veronika          | 18. Jahrhundert | D-6-75-174-220 | Kreuzschlepper und heilige Veronika |

### Fahr
| Lage                                                                      | Objekt                                       | Beschreibung | Akten-Nr.                | Bild                |
| ------------------------------------------------------------------------- | -------------------------------------------- | --- | ------------------------ | ------------------- |
| Am Rotweg; an der Straße nach Stammheim (Standort)                        | Prozessionsaltar                             | In Form eines Tabernakels mit rundbogigen Öffnungen, an den geschlossenen Seiten Relief der Krönung Mariae und Heiligen Familie, bezeichnet „1732“ | D-6-75-174-248           | Prozessionsaltar    |
| Blütenstraße 2 (Standort)                                                 | Gasthof                                      | Zweigeschossiger Walmdachbau mit geohrten Fensterrahmungen, 18. Jahrhundert, mit älteren Bauteilen                                                 | D-6-75-174-229           | weitere Bilder      |
| Blütenstraße 2 (Standort)                                                 | Immaculata-Figur                             | 18. Jahrhundert | D-6-75-174-229           | weitere Bilder      |
| Blütenstraße 3 (Standort)                                                 | Wohnhaus                                     | Zweigeschossiger giebelständiger Halbwalmdachbau mit Fachwerkobergeschoss, barockes Steinportal mit Immaculatafigur, 18. Jahrhundert               | D-6-75-174-230           | weitere Bilder      |
| Blütenstraße 3 (Standort)                                                 | Rückgebäude                                  | Mit geohrten Sandsteingewänden, 18. Jahrhundert | D-6-75-174-230           | BW                  |
| Blütenstraße 4 (Standort)                                                 | Wohnhaus                                     | Zweigeschossiger giebelständiger Satteldachbau, Fachwerk, 18. Jahrhundert                                                                          | D-6-75-174-231           | weitere Bilder      |
| Blütenstraße 8 (Standort)                                                 | Wohnhaus                                     | Zweigeschossiger traufständiger Walmdachbau mit vorkragendem Fachwerkobergeschoss, 18. Jahrhundert                                                 | D-6-75-174-232           | weitere Bilder      |
| Blütenstraße 10 (Standort)                                                | Hofanlage, Wohnhaus                          | Zweigeschossiger traufständiger Krüppelwalmdachbau mit Fachwerkobergeschoss                                                                        | D-6-75-174-233           | weitere Bilder      |
| Blütenstraße 10 (Standort)                                                | Hofanlage, Nebengebäude                      | Satteldachbau mit Fachwerk, 18. Jahrhundert | D-6-75-174-233           | BW                  |
| Blütenstraße 11 (Standort)                                                | Winzergehöft                                 | Zweigeschossiges traufseitiges Satteldachhaus mit Fachwerkobergeschoss, bezeichnet „1629“                                                          | D-6-75-174-234           | weitere Bilder      |
| Blütenstraße 11 (Standort)                                                | Winzergehöft, Stallscheune                   | 17./19. Jahrhundert | D-6-75-174-234           | BW                  |
| Blütenstraße 11 (Standort)                                                | Winzergehöft, Kellergebäude                  | 17./18. Jahrhundert | D-6-75-174-234           | BW                  |
| Blütenstraße 11 (Standort)                                                | Winzergehöft, Stallungen                     | 19. Jahrhundert | D-6-75-174-234           | BW                  |
| Blütenstraße 12 (Standort)                                                | Wohnhaus                                     | Zweigeschossiger traufständiger Halbwalmdachbau mit geohrten Fensterrahmungen, bezeichnet „1725“, Immaculata-Figur                                 | D-6-75-174-235           | weitere Bilder      |
| Dümpftal; an der Straße nach Volkach (Standort)                           | Bildstock                                    | Mit Christus am Ölberg, mit Seitenfiguren und Matallkreuz, bezeichnet „1626“, erneuert 1947                                                        | D-6-75-174-252           | weitere Bilder      |
| In der Tanne; Elgersheimer Weg, im Wald (Standort)                        | Mariensäule                                  | Farbig gefasster Sandstein, spätgotisch | D-6-75-174-244           | Mariensäule         |
| Kapellenstraße; Elgersheimer Weg, Kreuzung Kapellenstraße (Standort)      | Bildstock                                    | Mit Pietà, 19. Jahrhundert | D-6-75-174-245           | Bildstock           |
| Kapellenweg; an der Straße nach Volkach (Standort)                        | Heilig-Kreuz-Kapelle                         | Kreisförmige Anlage mit achtseitiger Kuppel, um 1727                                                                                               | D-6-75-174-251           | weitere Bilder      |
| Kaulberg 1 (Standort)                                                     | Wohnhaus                                     | Zweigeschossiger traufständiger Halbwalmdachbau mit geohrten Rahmungen, bezeichnet „1712“                                                          | D-6-75-174-236           | Wohnhaus            |
| Kaulberg 5 (Standort)                                                     | Hofanlage, Wohnhaus                          | Erdgeschossiger Satteldachbau mit geohrten Fensterrahmungen, 18. Jahrhundert                                                                       | D-6-75-174-237           | Hofanlage, Wohnhaus |
| Kaulberg 5 (Standort)                                                     | Hofanlage, Rückgebäude                       | Zweigeschossiger Satteldachbau mit Fachwerkobergeschoss, 18. Jahrhundert                                                                           | D-6-75-174-237           | BW                  |
| Kaulberg 5 (Standort)                                                     | Hofanlage, Scheune                           | 18. Jahrhundert | D-6-75-174-237           | BW                  |
| Kaulberg 10; auf der Hofmauer (Standort)                                  | Kreuzschlepper                               | Sandstein, bezeichnet „1716“ | D-6-75-174-239           | Kreuzschlepper      |
| Maingasse 10 (Standort)                                                   | Pfarrhaus                                    | Dreigeschossiger giebelständiger Satteldachbau mit Fachwerkobergeschoss, 17./18. Jahrhundert                                                       | D-6-75-174-240           | weitere Bilder      |
| Maingasse 12 (Standort)                                                   | Wohnhaus                                     | Zweigeschossiger Satteldachbau mit geohrten Fensterrahmungen, 18. Jahrhundert                                                                      | D-6-75-174-241           | weitere Bilder      |
| Maingasse 14 (Standort)                                                   | Katholische Pfarrkirche St. Johannes Baptist | Chorturmkirche, Saalbau, spätgotischer Turm, Langhaus, 1726, von Jakob Bauer; mit Ausstattung                                                      | D-6-75-174-242           | weitere Bilder      |
| Nähe Blütenstraße (Standort)                                              | Sebastiansfigur                              | Von 1773 | D-6-75-174-242 zugehörig | weitere Bilder      |
| Mönchsberg; am mittleren Weinbergsweg (Standort)                          | Kreuzschlepper                               | Sandstein, bezeichnet „1704“ | D-6-75-174-250           | Kreuzschlepper      |
| Nähe Mönchbergstraße; Volkacher Straße, gegenüber dem Friedhof (Standort) | Prozessionsaltar                             | Mit heiligem Laurentius, 18. Jahrhundert | D-6-75-174-246           | Prozessionsaltar    |
| Nähe Mönchbergstraße; Nähe Blütenstraße (Standort)                        | Friedhof                                     | Mit Barockportal | D-6-75-174-228           | weitere Bilder      |
| Nähe Mönchbergstraße; Nähe Blütenstraße (Standort)                        | Friedhofskapelle                             | Vor 1706 | D-6-75-174-228           | weitere Bilder      |
| Nähe Mönchbergstraße; Nähe Blütenstraße (Standort)                        | Kreuzigungsgruppe                            | Mitte 15. Jahrhundert | D-6-75-174-228           | weitere Bilder      |
| Öslein, an der Straße nach Gaibach (Standort)                             | Bildstock                                    | Mit Krönung Mariä und Vierzehn Nothelfern, 18. Jahrhundert                                                                                         | D-6-75-174-247           | Bildstock           |
| Schwanzflecke, Straße nach Gaibach (Standort)                             | Kruzifix                                     | Dreinageltypus, Sandstein, auf einem Sockel, bezeichnet „1823“                                                                                     | D-6-75-174-249           | Kruzifix            |
| Traubengasse 4 (Standort)                                                 | Wohnhaus                                     | Zweigeschossiger traufständiger Satteldachbau mit Fachwerkobergeschoss, 17. Jahrhundert                                                            | D-6-75-174-243           | Wohnhaus            |

### Gaibach
| Lage | Objekt                                                                      | Beschreibung | Akten-Nr.      | Bild                 |
| --- | --------------------------------------------------------------------------- | --- | -------------- | -------------------- |
| Äußerer Gaibacher Weg; Straße nach Zeilitzheim (Standort)                                               | Prozessionsaltar                                                            | Mit Christus am Ölberg, bezeichnet „1736“ | D-6-75-174-264 | weitere Bilder       |
| Balthasar-Neumann-Straße 1 (Standort)                                                                   | Ehemaliges Pfarrhaus                                                        | Wohnhaus, zweigeschossiger traufständiger Walmdachbau, Bruchstein, erste Hälfte 19. Jahrhundert                                                                              | D-6-75-174-258 | weitere Bilder       |
| Balthasar-Neumann-Straße 3 (Standort)                                                                   | Wohnhaus                                                                    | Zweigeschossiger giebelständiger Walmdachbau aus Bruchsteinmauerwerk mit geohrten Fensterrahmungen, 18. Jahrhundert                                                          | D-6-75-174-259 | weitere Bilder       |
| Straße nach Obervolkach (Standort)                                                                      | Bildstock                                                                   | Bezeichnet „1928“; nicht nachqualifiziert | D-6-75-174-265 | BW                   |
| Buch; Straße nach Obervolkach (Standort)                                                                | Prozessionsaltar                                                            | Mit Pietà, bezeichnet „1775“ | D-6-75-174-266 | weitere Bilder       |
| Englischer Garten, im Schlosspark (Standort)                                                            | Konstitutionssäule zu Ehren der Bayerischen Verfassung von 1818             | 30 m hohe kannelierte Säule mit zugänglicher Plattform, von Graf Erwein von Schönborn 1824–1828 nach Entwurf von Leo von Klenze errichtet                                    | D-6-75-174-257 | weitere Bilder       |
| Englischer Garten; Schweinfurter Straße 31; Schweinfurter Straße 37; Schweinfurter Straße 39 (Standort) | Schlosspark                                                                 | Aus einem französischen Lustgarten mit Orangerie aus dem 17. Jahrhundert hervorgegangene ausgedehnte englische Anlage                                                        | D-6-75-174-256 | weitere Bilder       |
| Hohlweg, Feldwegkreuzung, südwestlich des Dorfes (Standort)                                             | Bildstock                                                                   | Mit Kreuzigung und Pietà, 18. Jahrhundert | D-6-75-174-267 | weitere Bilder       |
| Hohlwegäcker; Straße nach Fahr (Standort)                                                               | Bildstock                                                                   | Mit Kreuzigung und Seitenfigur, Sandstein, bezeichnet „1579“ | D-6-75-174-268 | weitere Bilder       |
| Nähe Schweinfurter Straße; hinter der Pfarrkirche (Standort)                                            | Kapellennische                                                              | Auf einem Sockel, darin Relief mit Kreuzigungsgruppe, bezeichnet „1781“ | D-6-75-174-263 | weitere Bilder       |
| Nähe Schweinfurter Straße (Standort)                                                                    | Friedhofskreuz                                                              | Kruzifix auf Inschriftensockel, Sandstein, bezeichnet „1822“ | D-6-75-174-537 | BW                   |
| Nähe Schweinfurter Straße (Standort)                                                                    | Relief der Pietà                                                            | In Rokokonische, Sandstein, bezeichnet „1775“ | D-6-75-174-260 | weitere Bilder       |
| Schönbornstraße 1 (Standort)                                                                            | Gasthof                                                                     | Zweigeschossiger Walmdachbau mit geohrten Fensterrahmungen, 18./19. Jahrhundert                                                                                              | D-6-75-174-261 | weitere Bilder       |
| Schweinfurter Straße 31 (Standort)                                                                      | Ehemaliges gräflich Schönbornsches Schloss, jetzt Frankenland-Schulheim     | Vierflügeliges Wasserschloss, unter Valentin Echter von Mespelbrunn 1590–1608 erbaut, durch Kurfürst Lothar Franz von Schönborn zum barocken Lustschloss 1694–1710 erweitert | D-6-75-174-255 | weitere Bilder       |
| Schweinfurter Straße 31 (Standort)                                                                      | Ehemaliges gräflich Schönbornsches Schloss, Eckbastionen in Teilen erhalten | Dreigeschossiger Kanonenturm, Anfang 17. Jahrhundert | D-6-75-174-255 | weitere Bilder       |
| Schweinfurter Straße 36 (Standort)                                                                      | Katholische Pfarrkirche Hl. Dreifaltigkeit                                  | Zweijochiges Langhaus mit elliptischem Dreikonchenchor und Ostturm, 1742–1745, von Balthasar Neumann; mit Ausstattung                                                        | D-6-75-174-253 | weitere Bilder       |
| Schweinfurter Straße 37, an der Ostseite des Schlossparks (Standort)                                    | Katholische Kapelle Heilig Kreuz                                            | Kreisrunder Zentralbau mit quadratischem Innenraum und vier Nischen, unter Kurfürst Lothar Franz von Schönborn, 1697–1700; mit Ausstattung                                   | D-6-75-174-254 | weitere Bilder       |
| Schweinfurter Straße 38 (Standort)                                                                      | Gutshof, zwei Wohnhäuser und Wirtschaftsgebäude                             | In Hufeisenform, zweigeschossige Bruchsteinbauten mit Walmdach, mittleres 19. Jahrhundert                                                                                    | D-6-75-174-262 | weitere Bilder       |
| Schweinfurter Straße 38 (Standort)                                                                      | Scheune                                                                     | | D-6-75-174-262 | BW                   |
| Schweinfurter Straße 39 (Standort)                                                                      | Ehemaliges Forsthaus                                                        | Eingeschossiger Walmdachbau mit barocken Sandsteinrahmungen, spätes 18. Jahrhundert                                                                                          | D-6-75-174-323 | Ehemaliges Forsthaus |

### Hallburg
| Lage                  | Objekt                     | Beschreibung | Akten-Nr.      | Bild           |
| --------------------- | -------------------------- | --- | -------------- | -------------- |
| Hallburg 5 (Standort) | Hallburg                   | Burg mit ovalem Bering, Bergfried 13./14. Jahrhundert, Wohntrakt zweigeschossiger Satteldachbau mit Staffelgiebel, unter Verwendung älterer Bauteile im 16. Jahrhundert erbaut | D-6-75-174-269 | weitere Bilder |
| Hallburg 5 (Standort) | Burgkapelle St. Pankratius | Um 1400 | D-6-75-174-269 | BW             |

### Köhler
| Lage                                                  | Objekt                               | Beschreibung                                                               | Akten-Nr.      | Bild           |
| ----------------------------------------------------- | ------------------------------------ | -------------------------------------------------------------------------- | -------------- | -------------- |
| Köhler 14 (Standort)                                  | Wohnhaus                             | Zweigeschossiger Fachwerkbau über hakenförmigem Grundriss, 18. Jahrhundert | D-6-75-174-271 | Wohnhaus       |
| Köhler 14 (Standort)                                  | Steinrelief                          | Mit Kreuzigung, bezeichnet „1784“                                          | D-6-75-174-271 | BW             |
| Köhler 19 (Standort)                                  | Katholische Filialkirche St. Andreas | Einfacher Bau des 18. Jahrhunderts, Dachreiter; mit Ausstattung            | D-6-75-174-270 | weitere Bilder |
| Langenberg, an der Straße nach Escherndorf (Standort) | Pietà                                | Sandstein, bezeichnet „1722“                                               | D-6-75-174-2   | Pietà          |
| Langenberg; an der Straße nach Escherndorf (Standort) | Bildstock                            | Mit Kreuzigung, bezeichnet „1605“ und „1876“, erneuert 1924                | D-6-75-174-272 | Bildstock      |

### Krautheim
| Lage | Objekt                                    | Beschreibung | Akten-Nr.      | Bild                  |
| --- | ----------------------------------------- | --- | -------------- | --------------------- |
| Am Weidach 2 (Standort)                                                                                 | Bauernhaus                                | Zweigeschossiger Fachwerkbau mit Halbwalmdach, um 1800 | D-6-75-174-273 | weitere Bilder        |
| Am Weidach 2 (Standort)                                                                                 | Nebengebäude                              | Walmdachbau mit Fachwerkobergeschoss und Tordurchfahrt, erste Hälfte 19. Jahrhundert | D-6-75-174-273 | Nebengebäude          |
| Landstraße 11 (Standort)                                                                                | Ehemaliges Schloss der Grafen von Castell | Einfache zweigeschossige Anlage, an den beiden vorderen Ecken ein halbes Geschoss aufgesetzt (verputztes Fachwerk), Mansarddach, zugesetzter Torbogen mit rustiziertem Portal, bezeichnet „1736“, über älterem Kern des 15. Jahrhunderts, vor der Blendbalustrade ein Allianzwappen für Carl Heinrich Gottfried von Buttlar und seine Frau, Anna Juliana Maria Magdalena von Wildenstein. | D-6-75-174-275 | weitere Bilder        |
| Landstraße 12; Nähe Landstraße; Landstraße 10 (Standort)                                                | Evangelisch-lutherische Pfarrkirche       | Chorturmkirche, Turm 14. Jahrhundert, Langhaus im Kern 16./17. Jahrhundert, jetzt erneuert; mit Ausstattung | D-6-75-174-274 | weitere Bilder        |
| Landstraße 12; Nähe Landstraße; Landstraße 10 (Standort)                                                | Teile des Kirchgadens                     | Bezeichnet „1700“ | D-6-75-174-274 | Teile des Kirchgadens |
| Landstraße 12; Nähe Landstraße; Landstraße 10, in der Friedhofsmauer und in der Leichenhalle (Standort) | Sechs Grabmäler                           | 17. Jahrhundert | D-6-75-174-274 | Sechs Grabmäler       |
| Landstraße 12; Nähe Landstraße; Landstraße 10, im Friedhof (Standort)                                   | Grabmal                                   | 1828 | D-6-75-174-274 | Grabmal               |

### Obervolkach
| Lage                                                                         | Objekt                                   | Beschreibung | Akten-Nr.      | Bild           |
| ---------------------------------------------------------------------------- | ---------------------------------------- | --- | -------------- | -------------- |
| südöstlich des Ortes, neben der Feldkapelle ()                               | Acht Grenzsteine des Johanniterordens    | nicht nachqualifiziert, im Bayerischen Denkmal-Atlas nicht kartiert                                                               | D-6-75-174-295 | weitere Bilder |
| südlich des Ortes ()                                                         | Bildstock                                | nicht nachqualifiziert, im Bayerischen Denkmal-Atlas nicht kartiert                                                               | D-6-75-174-297 |                |
| Bürgermeister-Erhard-Straße 2 (Standort)                                     | Katholische Pfarrkirche St. Nikolaus     | Chorturmkirche, Turm spätgotisch, Langhaus zu Beginn des 17. Jahrhunderts verändert; mit Ausstattung                              | D-6-75-174-276 | weitere Bilder |
| Bürgermeister-Erhard-Straße 2, in der Kirchhofmauer (Standort)               | Bildstockaufsatz                         | Mit Kreuzigung |                | BW             |
| Schwesternstraße 4, neben der Kirche (Standort)                              | Bildstock                                | Mit Pietà | D-6-75-174-276 | weitere Bilder |
| Bürgermeister-Erhard-Straße 2; Schwesternstraße 4, bei der Kirche (Standort) | Prozessionsaltar                         | Bezeichnet 1869 | D-6-75-174-276 | BW             |
| Bürgermeister-Erhard-Straße 4 (Standort)                                     | Ehemaliges Schul- und Rathaus            | Zweigeschossiger traufständiger Walmdachbau mit Eckpilastern, frühes 19. Jahrhundert                                              | D-6-75-174-277 | weitere Bilder |
| Bürgermeister-Erhard-Straße 18 (Standort)                                    | Wohnhaus                                 | Zweigeschossiger Walmdachbau in Ecklage, mit Ökonomieteil, 18./19. Jahrhundert                                                    | D-6-75-174-278 | weitere Bilder |
| Bürgermeister-Erhard-Straße 18 (Standort)                                    | Pforte                                   | Bezeichnet „1726“ | D-6-75-174-278 | weitere Bilder |
| Dr.-Gengler-Straße 14 (Standort)                                             | Pfarrhof: Wohnhaus                       | Zweigeschossiger Walmdachbau mit geohrten Fensterrahmungen                                                                        | D-6-75-174-279 | weitere Bilder |
| Dr.-Gengler-Straße 14 (Standort)                                             | Pfarrhof: Hofmauer                       | in Teilen erhalten, mit rundbogigem Portal, bezeichnet „1699“                                                                     | D-6-75-174-279 | weitere Bilder |
| Dr.-Gengler-Straße 14 (Standort)                                             | Pfarrhof: Scheune                        | Walmdachbau aus Bruchsteinmauerwerk, 18. Jahrhundert                                                                              | D-6-75-174-279 | weitere Bilder |
| Dr.-Gengler-Straße 14 (Standort)                                             | Pfarrhof: Nebengebäude                   | Mit Fachwerk, 18./19. Jahrhundert                                                                                                 | D-6-75-174-279 | BW             |
| Dr.-Gengler-Straße 18 (Standort)                                             | Immaculata                               | Sandstein, 18./19. Jahrhundert | D-6-75-174-280 | weitere Bilder |
| Dr.-Gengler-Straße 20 (Standort)                                             | Wohnhaus                                 | Zweigeschossiger Walmdachbau mit Fachwerkobergeschoss, Hofportal bezeichnet „1740“, Hausfigur                                     | D-6-75-174-281 | Wohnhaus       |
| Grund, an der Straße nach Volkach (Standort)                                 | Altarbildstock                           | Mit Marienkrönung und heiligem Sebastian, bezeichnet „1748“, Sandstein                                                            | D-6-75-174-291 | Altarbildstock |
| Landsknechtstraße 20 (Standort)                                              | Sandsteinportal                          | Mit Pinienaufsätzen, 18./19. Jahrhundert                                                                                          | D-6-75-174-285 | weitere Bilder |
| Landsknechtstraße 23 (Standort)                                              | Ehemaliger Zehnthof: Wohnhaus            | zweigeschossiger Walmdachbau mit geohrten Fensterrahmungen                                                                        | D-6-75-174-286 | weitere Bilder |
| Landsknechtstraße 23 (Standort)                                              | Ehemaliger Zehnthof                      | Scheune, 18. Jahrhundert | D-6-75-174-286 | weitere Bilder |
| Nähe Landsknechtstraße (Standort)                                            | Bildstock                                | Baldachin mit geschlossener Rückwand und zwei Freisäulen, Bekrönung Kreuzschlepper und Knecht, Kreuzigungsrelief, Sandstein, 1716 | D-6-75-174-332 | BW             |
| Michaelistraße 2 (Standort)                                                  | Katholische Friedhofskapelle St. Michael | Einfacher Bau mit Dachreiter, 1716; mit Ausstattung                                                                               | D-6-75-174-287 | weitere Bilder |
| Michaelistraße 2 (Standort)                                                  | Friedhofsmauer                           | Mit rundbogigem Portal, darüber drei Reliefs                                                                                      | D-6-75-174-287 | weitere Bilder |
| Nähe Landsknechtstraße; am nordwestlichen Ortsrand (Standort)                | Kruzifix                                 | Sandsteinkreuz auf Sockel mit abgeschrägtem Tisch, Viernageltypus, bezeichnet „1903“                                              | D-6-75-174-292 | weitere Bilder |
| Nähe Schwesternstraße (Standort)                                             | Kriegerdenkmal                           | Mariensäule, zweite Hälfte 19. Jahrhundert                                                                                        | D-6-75-174-324 | weitere Bilder |
| Staatsstraße 2274; an der Straße nach Volkach (Standort)                     | Kruzifix                                 | Dreinageltypus, Corpus Kalkstein, Kreuz und Sockel Sandstein, Anfang 20. Jahrhundert                                              | D-6-75-174-296 | Kruzifix       |
| Strahlberg (Standort)                                                        | Wegkapelle                               | Nische mit Pietà, wohl 18. Jahrhundert                                                                                            | D-6-75-174-288 | Wegkapelle     |
| Volkach (Standort)                                                           | Brücke über die Volkach                  | Bogenbrücke zu vier Jochen mit gemauerten Widerlagern, erneuert 1997                                                              | D-6-75-174-290 | weitere Bilder |
| Auf der Brücke über die Volkach (Standort)                                   | Statue des heiligen Nepomuk              | 18. Jahrhundert | D-6-75-174-290 | weitere Bilder |

### Öttershausen
| Lage                                     | Objekt                                      | Beschreibung | Akten-Nr.      | Bild           |
| ---------------------------------------- | ------------------------------------------- | --- | -------------- | -------------- |
| in östlicher Mauer des Gutshofs ()       | Bildstock                                   | Mit Kreuzigung, bezeichnet „1695“; nicht nachqualifiziert                                                                                                | D-6-75-174-299 |                |
| Öttershausen 1 (Standort)                | Schönbornsches Gut, Schüttbau (Bau 3)       | Mit Drittelwalmen und geohrten Fenstern, 1745 (dendrochronologisch datiert) von Balthasar Neumann, über älterem Kern, am Kellereingang bezeichnet „1585“ | D-6-75-174-298 | weitere Bilder |
| Öttershausen 1 (Standort)                | Schönbornsches Gut, Brennereibau (Bau 8, 9) | Mit Walmdach, spätes 16. Jahrhundert, Umbau 1745–47 (dendrochronologisch datiert) durch Balthasar Neumann                                                | D-6-75-174-298 | weitere Bilder |
| Öttershausen 3; im Grundstück (Standort) | Bildstock                                   | Bezeichnet „1759“ | D-6-75-174-300 | Bildstock      |

### Rimbach
| Lage                                                           | Objekt                            | Beschreibung | Akten-Nr.      | Bild           |
| -------------------------------------------------------------- | --------------------------------- | --- | -------------- | -------------- |
| Kardinal-Döpfner-Straße 10 (Standort)                          | Hoftor                            | Sandsteinpfosten mit Radabweisern und Pinienaufsätzen, Kreuzschlepper, bezeichnet „1740“                                                                                    | D-6-75-174-301 | weitere Bilder |
| Kardinal-Döpfner-Straße 16 (Standort)                          | Hoftor                            | Sandsteinpfosten mit Pinienzapfenaufsätzen und Bandelwerk, bezeichnet „1740“                                                                                                | D-6-75-174-302 | weitere Bilder |
| Kardinal-Döpfner-Straße 17 (Standort)                          | Katholische Pfarrkirche St. Georg | Saalbau mit eingezogenem Chor und Dachreiter, 1669/1670; mit Ausstattung; Restaurierung 1910                                                                                | D-6-75-174-303 | weitere Bilder |
| Kardinal-Döpfner-Straße 20 (Standort)                          | Hoftorpfosten                     | Sandsteinpfosten mit Zapfenaufsätzen, 18. Jahrhundert | D-6-75-174-304 | BW             |
| Krönleinsbrunn; südöstlich des Ortes (Standort)                | Feldkapelle                       | Kleiner Walmdachbau mit polygonalem Chorabschluss, Bildstockrelief der Pietà in der Choraußenwand                                                                           | D-6-75-174-294 | Feldkapelle    |
| Krönleinstraße; am Feldweg nach Lülsfeld (Standort)            | Kruzifix                          | Dreinageltypus, Inschriftentafel aus Metall auf dem Sockel, 19. Jahrhundert                                                                                                 | D-6-75-174-308 | Kruzifix       |
| Krönleinstraße; an der alten Straße nach Järkendorf (Standort) | Bildstock                         | Vierseitiger Bildaufsatz, spitzbogige Bildnischen mit Kreuzigung, heiliger Georg und heilige Katherina, Inschrift, bezeichnet „1615“, Sandstein, Sockel und Schaft erneuert | D-6-75-174-309 | Bildstock      |
| Lindenstraße; in der Dorfmitte (Standort)                      | Bildsäule                         | Mit Figur der Immaculata, Sandstein, neugotisch, zweite Hälfte 19. Jahrhundert                                                                                              | D-6-75-174-307 | weitere Bilder |
| Lindenstraße 12 (Standort)                                     | Bauernhaus                        | Zweigeschossiger Krüppelwalmdachbau, 19. Jahrhundert | D-6-75-174-306 | weitere Bilder |
| Lindenstraße 12 (Standort)                                     | Hausrelief                        | Marienkrönung, 18. Jahrhundert | D-6-75-174-306 | weitere Bilder |
| Tannenstraße; an Gartenmauer am westlichen Ortsrand (Standort) | Kreuzschlepper                    | Auf Tischsockel, Kalkstein, erste Hälfte 20. Jahrhundert | D-6-75-174-311 | weitere Bilder |
| Nähe Lindenstraße (Standort)                                   | Kriegerdenkmal                    | auf hohem Sockel mit Inschriften, Symbole des Krieges: Kanonenrohr, Siegerkranz, Soldatenhelm, Sandstein, bez. 1921                                                         | D-6-75-174-336 | weitere Bilder |
| Kardinal-Döpfner-Straße, vor Nr. 18 (Standort)                 | Bildsäule                         | Mit Marienkrönung, 18. Jahrhundert; nicht nachqualifiziert, im Bayerischen Denkmal-Atlas nicht kartiert                                                                     | D-6-75-174-305 | BW             |
| Weckwiesen; vor dem südlichen Ortsausgang (Standort)           | Flachsbrechhaus                   | Kleiner Satteldachbau aus unverputztem Bruchsteinmauerwerk, Sandstein, zweite Hälfte 19. Jahrhundert                                                                        | D-6-75-174-1   | weitere Bilder |
| Weckwiesen; an der Straße nach Järkendorf (Standort)           | Bildhäuschen                      | Mit Holzrelief der Dreifaltigkeit, 18./19. Jahrhundert | D-6-75-174-310 | weitere Bilder |

### Stettenmühle
| Lage                      | Objekt        | Beschreibung                                                                       | Akten-Nr.      | Bild           |
| ------------------------- | ------------- | ---------------------------------------------------------------------------------- | -------------- | -------------- |
| Dornstück (Standort)      | Burgruine     | Fundamentspuren einer viereckigen Anlage und Reste des Bergfrieds, 13. Jahrhundert | D-6-75-174-289 | weitere Bilder |
| Stettenmühle 1 (Standort) | Stettenmühle  | Erdgeschossiges Wohnhaus mit geohrten Fenster- und Türrahmungen, bezeichnet 1788   | D-6-75-174-312 | weitere Bilder |
| Stettenmühle 1 (Standort) | Mühlgraben    | Überbauter Mühlkanal, 18./19. Jhd.                                                 | D-6-75-174-312 | BW             |
| Stettenmühle 1 (Standort) | Scheune       | 18./19. Jhd.                                                                       | D-6-75-174-312 | BW             |
| Stettenmühle 1 (Standort) | Gesindehaus   | 18./19. Jhd.                                                                       | D-6-75-174-312 | weitere Bilder |
| Stettenmühle 1 (Standort) | Schweinestall | 18./19. Jhd.                                                                       | D-6-75-174-312 | BW             |

### Vogelsburg
| Lage                                                                                    | Objekt                                                                         | Beschreibung                                                                                                   | Akten-Nr.                | Bild           |
| --------------------------------------------------------------------------------------- | ------------------------------------------------------------------------------ | --- | ------------------------ | -------------- |
| Am Berg; Weinlage Ratsherr (Standort)                                                   | Bildstock                                                                      | Aufsatz auf erneuertem Schaft, Darstellung Opferung des Isaak und Kreuzigung, Seitenfiguren, bezeichnet „1709“ | D-6-75-174-149           | BW             |
| Am Finkenflug; westlich des ehem. Klosters, gegenüber der Aussichtsplattform (Standort) | Bildstock                                                                      | Aufsatz mit Pietà und Inschrift auf der Rückseite, bezeichnet „1677“                                           | D-6-75-174-315           | Bildstock      |
| Escherndorfer Hengstberg; am Weg nach Astheim (Standort)                                | Bildsäule                                                                      | Mit rundbogigem Bildaufsatz und Pietà, bezeichnet „164“6                                                       | D-6-75-174-222           | Bildsäule      |
| Escherndorfer Kirchberg; im Weinberg (Standort)                                         | Altarbildstock                                                                 | Mit heiliger Maria mit Kind und heiligem Michael, bezeichnet „1743“, erneuert 1981                             | D-6-75-174-226           | weitere Bilder |
| Escherndorfer Lump; am Fußsteig zur Vogelsburg (Standort)                               | Kreuzschlepper                                                                 | Sandsteinfigur auf einem Schaft, 18. Jahrhundert                                                               | D-6-75-174-225           | weitere Bilder |
| Klostergarten; Vogelsburg 1 (Standort)                                                  | Ehemaliges Karmelitenkloster, seit 1957 Gemeinschaft der Augustinus-Schwestern | Von der spätgotischen Anlage erhalten: die profanierte Kirche mit Kapelleneinbau von 1702                      | D-6-75-174-313           | weitere Bilder |
| Klostergarten; Vogelsburg 1 (Standort)                                                  | Ehemaliges Karmelitenkloster, Umfriedungsmauer                                 | Mit spitzbogigem Portal, bezeichnet „1497“                                                                     | D-6-75-174-313 zugehörig | weitere Bilder |
| Klostergarten; Vogelsburg 1 (Standort)                                                  | Ehemaliges Karmelitenkloster, Wirtschaftsgebäude                               | Im Kern auf die alten Klostergebäude zurückgehend                                                              | D-6-75-174-313           | weitere Bilder |
| Vogelsburg 1; auf der südseitigen Pforte der Vogelsburg (Standort)                      | Bildstockaufsatz                                                               | Dreiseitig mit Reliefs, um 1600                                                                                | D-6-75-174-314           | weitere Bilder |

### Wenzelsmühle
| Lage                      | Objekt       | Beschreibung                                                                 | Akten-Nr.      | Bild         |
| ------------------------- | ------------ | ---------------------------------------------------------------------------- | -------------- | ------------ |
| Wenzelsmühle 1 (Standort) | Wenzelsmühle | Zweigeschossiger Zweiflügelbau mit Halbwalmdach, auf hakenförmigem Grundriss | D-6-75-174-316 | Wenzelsmühle |
| Wenzelsmühle 1 (Standort) | Wenzelsmühle | Scheune, 18./19. Jahrhundert                                                 | D-6-75-174-316 | BW           |

## Ehemalige Baudenkmäler
In diesem Abschnitt sind Objekte aufgeführt, die früher einmal in der Denkmalliste eingetragen waren, jetzt aber nicht mehr. Objekte, die in anderem Zusammenhang – also z. B. als Teil eines Baudenkmals – weiter eingetragen sind, sollen hier nicht aufgeführt werden. Aktennummern in diesem Abschnitt sind ehemalige, jetzt nicht mehr gültige Aktennummern.

| Lage                                                                    | Objekt                                         | Beschreibung                                                                                     | Akten-Nr.      | Bild                                        |
| ----------------------------------------------------------------------- | ---------------------------------------------- | ------------------------------------------------------------------------------------------------ | -------------- | ------------------------------------------- |
| Astheim in den Weinbergen, südlich der Straße zur Vogelsburg (Standort) | Bildstock                                      | Mit Kreuzigung und Mater Dolorosa, 18. Jahrhundert                                               | D-6-75-174-171 | weitere Bilder                              |
| Volkach Georg-Berz-Straße 2 (Standort)                                  | Büro- und Verwaltungsgebäude, Bauverwaltung    | Zweigeschossiger giebelständiger Halbwalmdachhaus mit geohrten Fensterrahmungen, 18. Jahrhundert | D-6-75-174-14  | Büro- und Verwaltungsgebäude, Bauverwaltung |
| Hauptstraße 1 (Standort)                                                | Toreinfahrt                                    | Mit rundbögiger Öffnung, 18. Jahrhundert                                                         | D-6-75-174-30  | weitere Bilder                              |
| Volkach Hauptstraße 17 (Standort)                                       | Ehemalige Uhrmacherei, Wohn- und Geschäftshaus | Dreigeschossiges Traufseithaus mit leicht in sich verworfenem Satteldach, 18./19. Jahrhundert    | D-6-75-174-44  | weitere Bilder                              |
| Volkach Marktplatz 3 (Standort)                                         | Ehemalige Bäckerei, Wohn- und Gasthaus         | Zweigeschossiger giebelständiger Halbwalmdachbau, 18./19. Jahrhundert                            | D-6-75-174-79  | weitere Bilder                              |
| Escherndorf an Weinbergsmauer südöstlich der Vogelsburg (Standort)      | Relieftafel                                    | Mit heiligem Laurentius, bezeichnet „1814“                                                       | D-6-75-174-224 | BW                                          |
| Obervolkach Landsknechtstraße 14 (Standort)                             | Ehemaliger Gasthof                             | Walmdachbau mit geohrten Fenster- und Türrahmungen, 18. Jahrhundert                              | D-6-75-174-283 | BW                                          |
| Obervolkach Strahlberg, Auffahrt zu den Weinbergen (Standort)           | Bildstock                                      | Mit Kreuzigung, 16. Jahrhundert                                                                  | D-6-75-174-293 | Bildstock                                   |

## Abgegangene Baudenkmäler
In diesem Abschnitt sind Objekte aufgeführt, die früher einmal in der Denkmalliste eingetragen waren, jetzt aber nicht mehr existieren, z. B. weil sie abgebrochen wurden. Aktennummern in diesem Abschnitt sind ehemalige, jetzt nicht mehr gültige Aktennummern.

| Lage                                    | Objekt              | Beschreibung | Akten-Nr.      | Bild           |
| --------------------------------------- | ------------------- | --- | -------------- | -------------- |
| Volkach Schelfengasse 8 (Standort)      | Winkelhof, Wohnhaus | Schmales zweigeschossiges Walmdachhaus aus Bruchsteinmauerwerk mit Kantenquaderung, erste Hälfte 19. Jahrhundert, über älterem Kern; 2017 abgebrochen | D-6-75-174-104 | weitere Bilder |
| Volkach Schelfengasse 8 (Standort)      | Winkelhof, Scheune  | Eingeschossiger Mansarddachbau aus Bruchsteinmauerwerk, erste Hälfte 19. Jahrhundert; 2017 abgebrochen                                                | D-6-75-174-104 | weitere Bilder |
| Volkach Untere Spitalgasse 4 (Standort) | Wohnhaus            | Zweigeschossiger giebelständiger Halbwalmdachbau, Bruchsteinmauerwerk, bezeichnet „1837“                                                              | D-6-75-174-124 | weitere Bilder |
| Fahr Kaulberg 6 (Standort)              | Hausrelief          | Dreifaltigkeit, 19. Jahrhundert | D-6-75-174-238 | BW             |